# Liste der Reichstagsabgeordneten des Deutschen Kaiserreichs (2. Wahlperiode)

## Legislaturperiode
Die Reichstagswahl 1874 war die Wahl zum 2. Deutschen Reichstag und fand am 10. Januar 1874 statt. Die Legislaturperiode dauerte bis 1877.

## Fraktionen
Stand: erste Session am 6. März 1874
- Konservative 21
- Deutsche Reichspartei (Freikonservative) 29 (+2 Hospitanten)
- Nationalliberale 150
- Deutsche Fortschrittspartei 49
- Zentrum 91 (+3 Hospitanten)
- Polen 13
- Sozialdemokraten 9
- Sonstige 31 (darunter Französische Protestpartei)

Zusammen: 397

## Präsidium
- Präsident: Max von Forckenbeck
- I. Vizepräsident: Chlodwig zu Hohenlohe-Schillingsfürst
- II. Vizepräsident: Albert Hänel
- Schriftführer: Hermann Weigel, Ernst Lieber, Hans Wilhelm von Unruhe-Bomst, Johannes Moritz Wölfel, Carl Herz, Friedrich Dernburg, Wilhelm von Minnigerode, Maximilian Freiherr von Soden-Fraunhofen
- Quästoren: Maximilian von Puttkamer, Maximilian Freiherr von Soden-Fraunhofen

## A

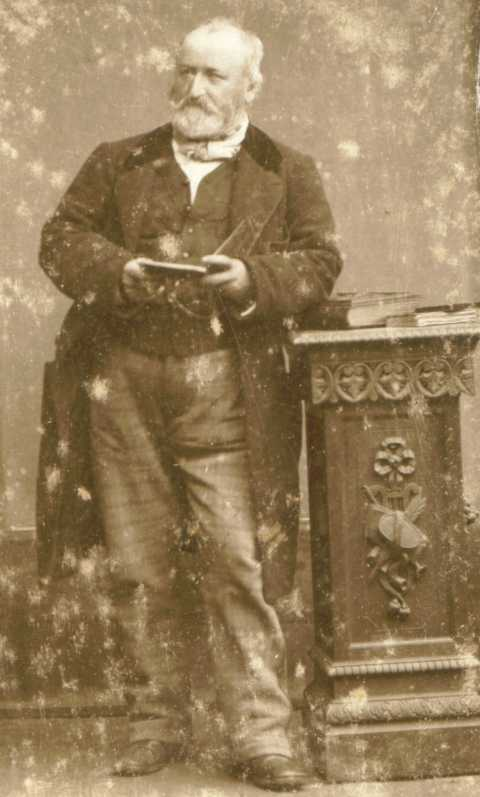
Charles Abel
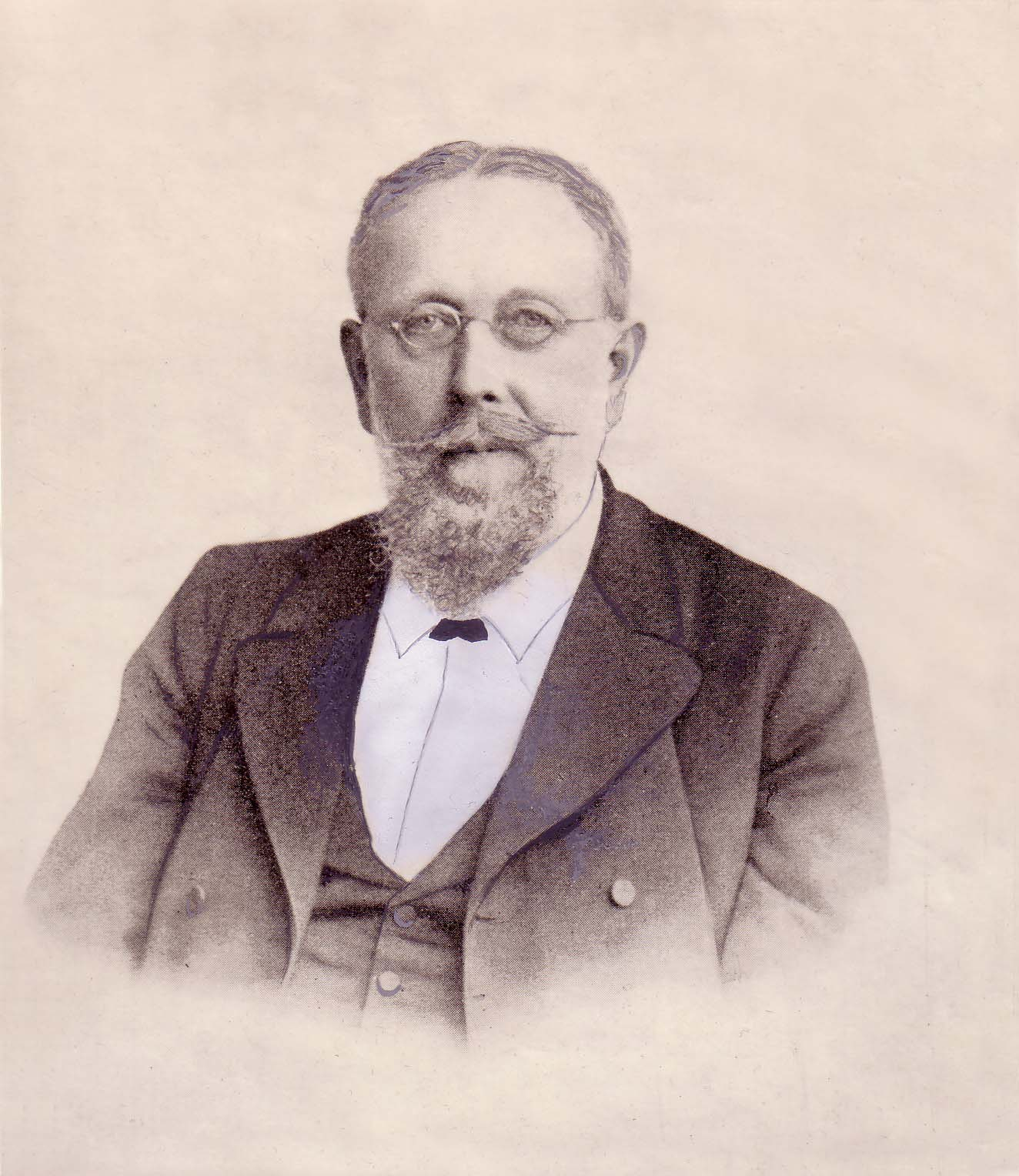
Heinrich Achenbach

- Abeken, Bernhard, Advokat,
 WK Herzogtum Braunschweig, Nationalliberal
- Abel, Charles, Dr. jur., Advokat,
 WK Elsaß-Lothringen 13 (Bolchen und Diedenhofen), Französische Protestpartei
- Achenbach, Heinrich, Dr. jur., Preußischer Staatsminister,
 WK Arnsberg 1 (Siegen), Deutsche Reichspartei
- Ackermann, Karl Gustav, Rechtsanwalt,
WK Sachsen 6 (Dresden links der Elbe), Deutsche Reichspartei
- Adelebsen, Reinhard Friedrich von, Gutsbesitzer,
 WK Hannover 12 (Göttingen), Deutsch-Hannoversche Partei, Hospitant der Zentrumsfraktion
- Albrecht, Siegfried Wilhelm, Stadtsyndikus Hannover,
WK Hannover 11 (Einbeck-Northeim-Osterode-Uslar), Nationalliberal
- Albrecht, Wilhelm, Gutsbesitzer und Provinziallandschaftsrat,
 WK Landkreis Danzig, Nationalliberal
- Allnoch, Anton Leopold, Gutsbesitzer,
WK Breslau 4 (Namslau-Brieg), Fortschrittspartei
- Aretin, Peter Karl Freiherr von, Herrschaftsbesitzer,
WK Oberbayern 4 (Ingolstadt), Zentrum
- Aretin, Ludwig von, Gutsbesitzer,
WK Schwaben 4 (Illertissen, Neu-Ulm, Memmingen), Zentrum
- Arnim-Boitzenburg, Adolf Graf von, Regierungspräsident,
WK Potsdam 3 (Ruppin-Templin), Deutsche Reichspartei
- Arnim-Heinrichsdorf, Heinrich Leonhard von, Gutsbesitzer,
WK Köslin 5 (Neustettin), Konservativ
- Arnim-Kröchlendorff, Oskar von, Landrat a. D.,
 WK Potsdam 4 (Prenzlau-Angermünde), Deutsche Reichspartei
- Ausfeld, Carl, Oberappellationsgerichtsrat Jena,
 WK Gotha, Fortschrittspartei

## B

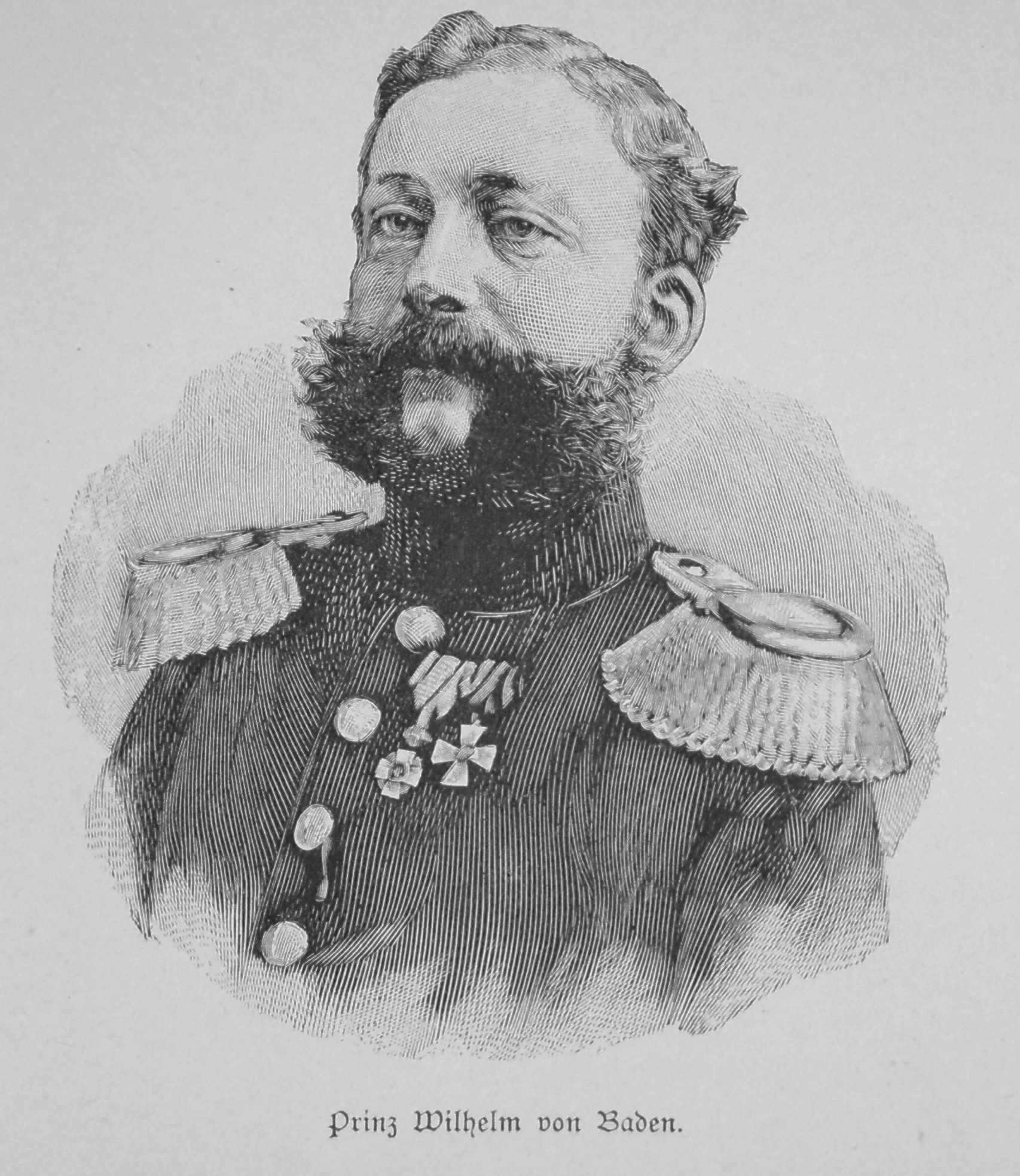
Wilhelm von Baden
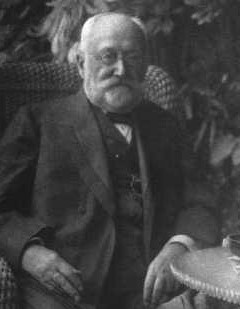
Franz von Ballestrem
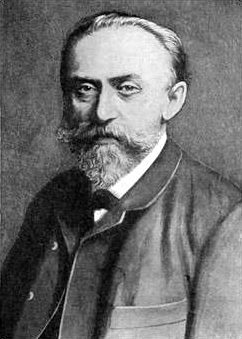
Ludwig Bamberger
Friedrich Baudri
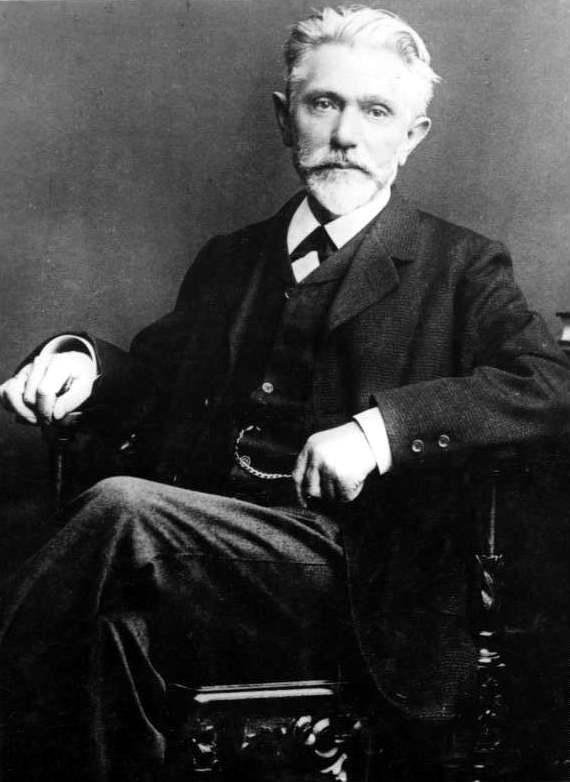
August Bebel

- Baden, Prinz Wilhelm von, Kommandant der badischen Truppen 1870/71,
WK Baden 10 (Karlsruhe-Bruchsal), Deutsche Reichspartei
- Baer, Carl, Kreisgerichtsrat Mannheim,
 WK Baden 7 (Offenburg), Nationalliberal
- Bähr, Otto, Dr. jur., Oberappellationsgerichtsrat Berlin,
WK Kassel 2 (Kassel-Melsungen), Nationalliberal
- Ballestrem, Franz von, Gutsbesitzer und Montanindustrieller,
 WK Oppeln 2 (Oppeln), Zentrum
- Bamberger, Ludwig, Dr. jur., Schriftsteller,
WK Hessen 8 (Bingen), Nationalliberal
- Banks, Edward Bartels, Dr. jur., Advokat in Hamburg,
WK Berlin 6 durch Nachwahl, Fortschrittspartei
- Bauch, Georg, Privatier,
 WK Unterfranken 5 (Schweinfurt-Ebernhaßfurth), Zentrum
- Baudri, Friedrich, Maler,
 WK Aachen 3 (Aachen), Zentrum
- Baumgarten, Michael, Dr. theol., Professor Rostock,
 WK 5 Mecklenburg-Schwerin, Fortschrittspartei
- Bayrhammer, Johann Leonhard, Rechtsanwalt,
 WK Württemberg 13 (Aalen-Ellwangen), Zentrum
- Bebel, August, Drechsler,
 WK Sachsen 17 (Glauchau-Meerane-Hohenstein-Ernstthal), Sozialdemokratische Arbeiterpartei
- Becker, Hermann Heinrich, Dr. jur., Schriftsteller,
 WK Oldenburg 2 (Varel, Jever), Nationalliberal
- Behr-Bargatz, Friedrich Felix Graf von, Rittergutsbesitzer,
WK Stralsund 1 (Rügen-Franzburg-Stralsund), Deutsche Reichspartei
- Benda, Robert von, Rittergutsbesitzer,
WK Magdeburg 6 (Wanzleben), Nationalliberal
- Bennigsen, Rudolf von, Landesdirektor Hannover,
WK Hannover 19 (Otterndorf-Neuhaus), Nationalliberal
- Berger, Louis Constans, Unternehmer a. D.,
 WK Arnsberg 6 (Dortmund), Fortschrittspartei
- Bernards, Josef, Landgerichtsassessor,
WK Düsseldorf 4 (Kreis/Stadt Düsseldorf), Zentrum
- Bernhardi, Adolf, Stadtrat Tilsit,
 WK Gumbinnen 1 (Tilsit-Niederung), Fortschrittspartei
- Bernuth, August von, Staatsminister a. D.,
WK Magdeburg 8 (Oschersleben-Halberstadt), fraktionslos liberal
- Beseler, Georg, Professor Berlin,
 WK Schleswig-Holstein 6, Nationalliberal
- Bethmann-Hollweg, Theodor von, Rittergutsbesitzer,
 WK Bromberg 2 (Wirsitz-Schubin), Nationalliberal
- Bethusy-Huc, Eduard Graf von, Erbherr,
WK Oppeln 1 (Grenzburg-Rosenberg), Deutsche Reichspartei
- Beughem, Ludwig von, Präsident Justizsenat Ehrenbreitstein,
 WK Koblenz 1 (Altenkirchen-Wetzlar), Nationalliberal
- Biegeleben, Maximilian von, Präsident Finanzministerium a. D.,
 WK Aachen 3 (Aachen), Zentrum (Nachwahl 1874)
- Bieler, Hugo, Gutsbesitzer,
 WK Marienwerder 3 (Graudenz-Strasburg), Nationalliberal
- Bissingen-Nippenburg, Cajetan Graf von, Statthalter a. D.,
 WK Württemberg 16 (Biberach-Leutkirch-Waldsee-Wangen), Zentrum
- Bluhme, Georg Richard, Oberbergrat,
 WK Trier 5 (Saarbrücken), Nationalliberal
- Blum, Wilhelm, Dr. jur.,
WK Baden 12 (Heidelberg, Mosbach-Eberbach), Nationalliberal
- Bock, Adam, Dr. jur., Gutsbesitzer,
WK Aachen 2 (Aachen-Eupen), Zentrum
- Bockum-Dolffs, Florens, Gutsbesitzer,
 WK Arnsberg 7 (Hamm-Soest), fraktionslos liberal
- Bojanowski, Paul von, Journalist Weimar,
 WK Weimar 1, Nationalliberal
- Bonin, Gustav von, Staatsminister a. D.,
WK Magdeburg 3 (Jerichow), Liberale Reichspartei
- Borowski, Rudolph, Domherr Ermland,
WK Königsberg 9 (Allenstein-Rötzel), Zentrum
- Borries, Rudolf von, Dr. jur., Landrat Herford,
 WK Minden 2 (Herford-Halle), Nationalliberal
- Brande, August, Dr. med, Gründer Lagerbierbrauerei Linden,
 WK Hannover 9 (Springe-Hameln-Eldagsen), Nationalliberal
- Brauchitsch, Wilhelm von, Geh. Regierungsrat zur Disposition und Rittergutsbesitzer,
WK Danzig 1 (Elbing-Marienburg), Konservativ
- Braun, Karl, Dr. iur., Anwalt in Berlin,
WK Liegnitz 3 (Glogau), Nationalliberal
- Brenken, Hermann Freiherr von und zu, Rittergutsbesitzer,
 WK Minden 4 (Paderborn-Büren), Zentrum
- Brockhaus, Eduard, Dr., Buchdruckereibesitzer Leipzig,
WK Sachsen 20 (Zschopau-Marienberg), Nationalliberal
- Brückl, Johann, Bierbrauer,
 WK Oberpfalz 1 (Regensburg), Zentrum
- Brüel, Ludwig August, Dr., Regierungsrat a. D.,
 WK Hannover 8 (Hannover), Deutsch-Hannoversche Partei (Nachwahl 1875)
- Brüning, Adolf, Dr. phil., Mitbesitzer chemische Fabrik Hoechst,
 WK Nassau 1 (Homburg), Nationalliberal
- Büsing, Friedrich, Advokat,
WK Mecklenburg-Schwerin 6 (Güstrow-Ribnitz), Nationalliberal
- Buhl, Franz Armand, Dr. phil., Gutsbesitzer,
 WK Pfalz 5 (Homburg), Nationalliberal
- Bunsen, Theodor von, Dr. phil., Legationsrat a. D.,
 WK Liegnitz 8 (Schönau, Hirschberg), Nationalliberal (Nachwahl 1876)
- Buß, Joseph, Dr., Professor Freiburg,
 WK Baden 14 (Trauberbischofsheim-Walldürn), Zentrum
- Busse, Hermann von, Landrat a. D.,
 WK Köslin 5 (Neustettin), Konservativ (Nachwahl 1876)

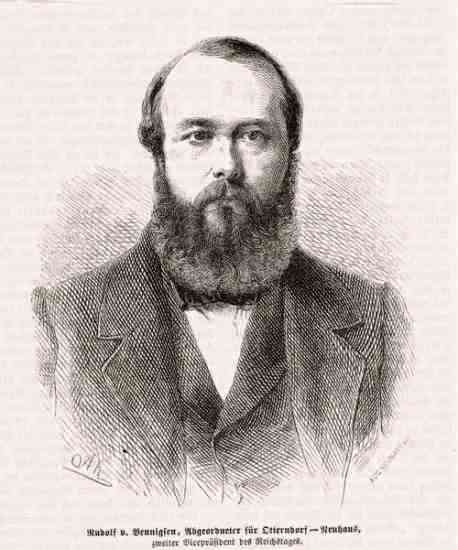
Rudolf von Bennigsen
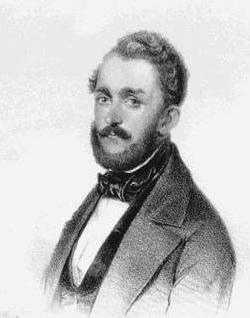
Florens von Bockum-Dolff
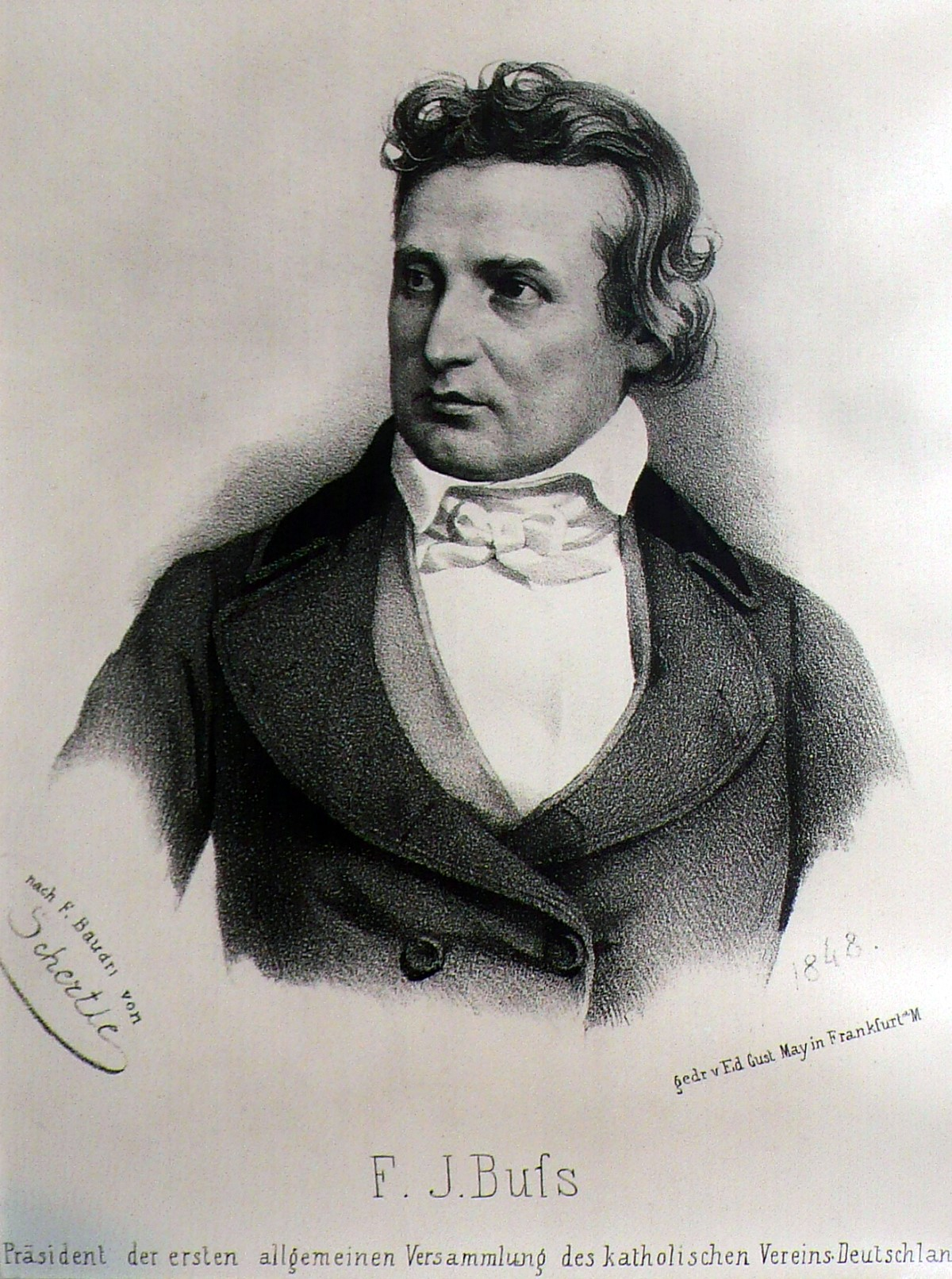
Franz Joseph Buß
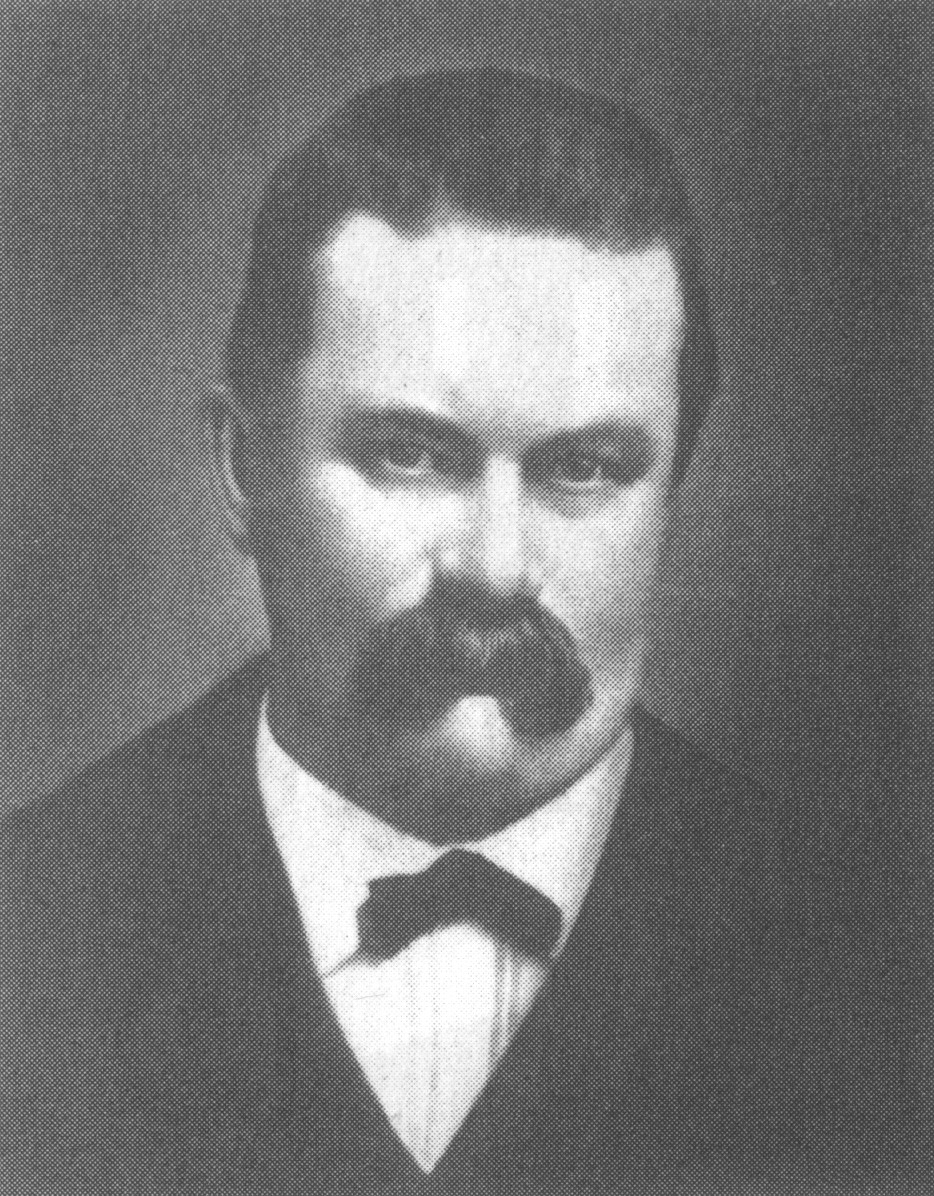
Louis Constanz Berger

## C
- Carolath-Beuthen, Karl Fürst zu, Standesherr,
WK Liegnitz 1 (Grünberg-Freistadt), Deutsche Reichspartei
- Johann Anton Graf Chamaré, Erbherr,
 WK Frankenheim-Münsterberg, Zentrum
- Chevalier, Lorenz, Kommerzienrat,
WK Württemberg 7 (Calw-Herrenberg-Nagold-Neuenburg), Nationalliberal
- Choslowsky, Joseph von, Rittergutbesitzer,
 WK Bromberg 5 (Gnesen-Wongrowitz), Polnische Fraktion
- Cuny, Ludwig von, Appellationsgerichtsrat,
 WK Anhalt 1 (Dessau-Zerbst), Nationalliberal
- Czartoryski, Roman Prinz,
WK Posen 5 (Kröben), Polnische Fraktion

## D

Christian Dieden
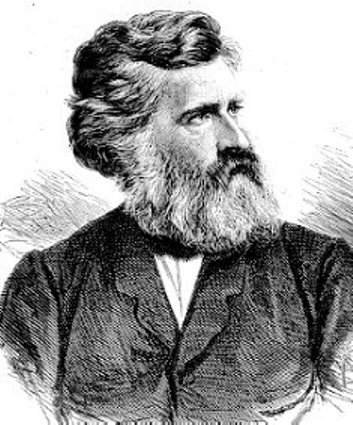
Franz Duncker
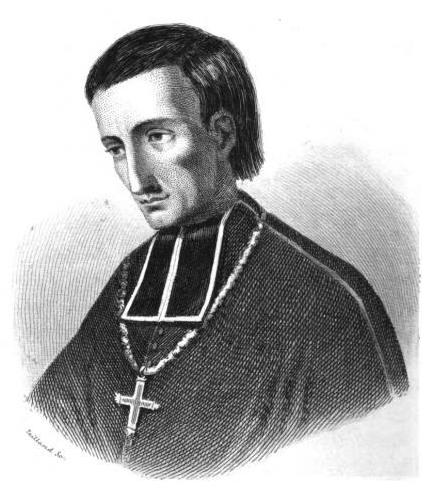
Paul Dupont des Loges

- Dann, Alexander, Rentier,
 WK Frankfurt a. O. 1 (Arnswalde-Friedeberg), Nationalliberal
- Datzl, Michael, Bürgermeister Furth im Wald,
 WK Oberpfalz 4 (Neuenburg v. Wald), Zentrum
- Denzin, Carl Friedrich von, Rittergutsbesitzer,
WK Köslin 1 (Stolp-Lauenburg), Konservativ
- Dernburg, Friedrich, Hofgerichtsadvokat,
WK Hessen 5 (Offenbach-Dieburg), Nationalliberal
- Dickert, Julius, Privatier,
WK Königsberg 3 (Königsberg), Fortschrittspartei
- Dieden, Christian, Weingutbesitzer,
 WK Trier 2 (Wittlich-Bernkastel), Zentrum
- Diederichs, Fritz von, Oberregierungsrat Marienwerder,
 WK Potsdam 9 (Zauch-Belzig, Jüterbog-Luckenwalde), Nationalliberal
- Dietze, Gustav Adolf, Amtsrat und Rittergutbesitzer,
 WK Magdeburg 7 (Aschersleben-Calbe), Deutsche Reichspartei
- Dohna-Finckenstein, Rodrigo Otto Heinrich Graf zu, Landrat a. D. und Fideikommissherr,
WK Marienwerde 2 (Rosenberg-Löbau), Konservativ
- Dohrn, Heinrich Wolfgang Ludwig, Dr. phil., Stadtrat Stettin,
 WK Stettin 2 (Uckermünde-Usedom-Wollin), Nationalliberal
- Donath, Carl, Gutsbesitzer,
 WK Königsberg 8 (Osterode-Neidenburg), Fortschrittspartei
- Donimirski, Anton von Brochwicz, Dr. jur. Bankdirigent Thorn,
 WK Marienwerder 6 (Konitz), Polnische Fraktion
- Dücker, Franz Fritz Freiherr von, Bergrat,
 WK Schaumburg-Lippe (Bückeburg), Nationalliberal
- Duncker, Franz, Verlagsbuchhändler Berlin,
WK Berlin 5 (Fortschrittspartei)
- Dupont des Loges, Paul, Bischof Metz
 WK Elsaß-Lothringen 14 (Metz), Elsaß-Lothringer

## E

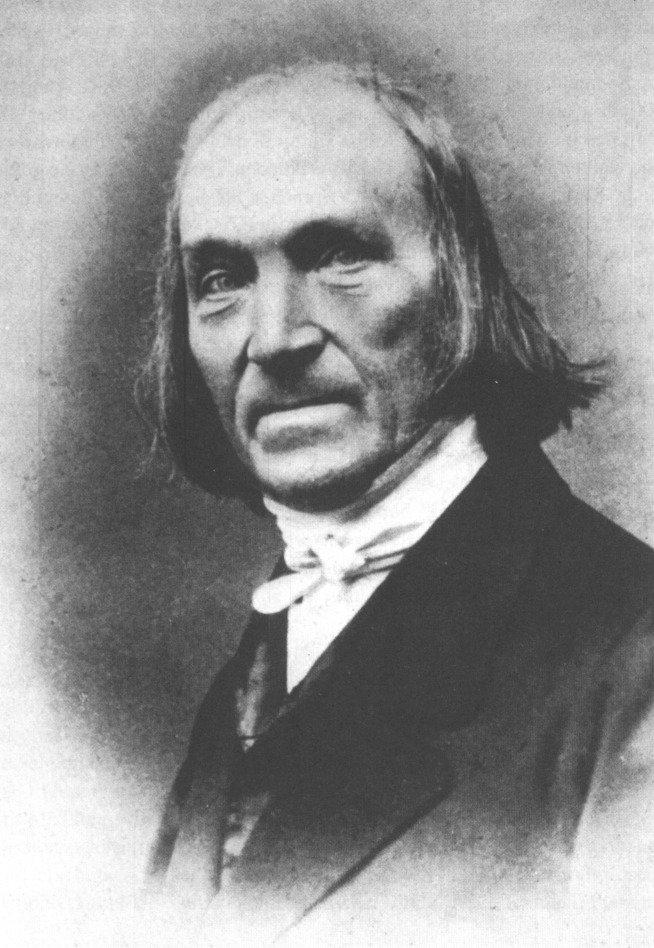
Georg Heinrich August Ewald

- Eberty, Gustav, Dr. jur., Stadtgerichtsrat Berlin,
 WK Berlin 4, Fortschrittspartei
- Edler, Ludwig Richard, Pfarrer,
WK Oppeln 6 (Beuthen südlicher Teil), Zentrum
- Elben, Otto, Dr., Chefredakteur und Herausgeber Schwäbischer Merkur Stuttgart,
WK Württemberg 4 (Böblingen-Leonberg-Maulbronn-Vaihingen), Nationalliberal
- Erhard, Otto, Dr., Rechtsanwalt Nürnberg,
WK Mittelfranken 5 (Dinkelsbühl), Fortschrittspartei
- Ernst, Louis, Dr. phil., Rentner.
WK Arnsberg 1 (Siegen, Wittgenstein, Biedenkopf), Nationalliberal (Nachwahl 1874)
- Etzel, August von, General der Infanterie,
 WK Minden 1 (Minden-Lübbecke), Nationalliberal
- Eulenburg, Botho Heinrich zu, Regierungspräsident Marienwerder,
WK Marienwerder 7 (Schlochau-Flatow), Konservativ
- Ewald, Heinrich, Dr. phil., Professor für orientalische Sprachen Göttingen,
WK Hannover 8 (Hannover), Deutsch-Hannoversche Partei
- Eysoldt, Arthur, Advokat und Notar,
WK Sachsen 8 (Pirna-Stolpen), Fortschrittspartei

## F

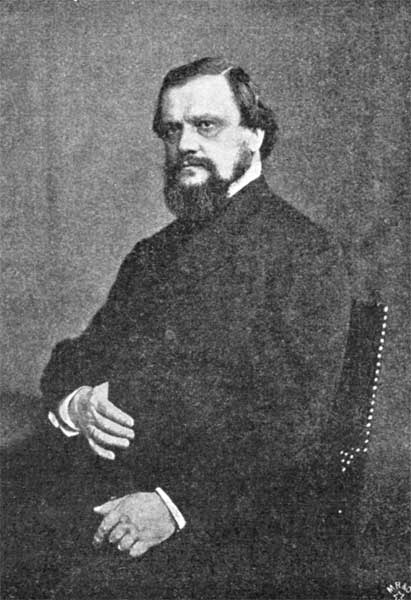
Adalbert Falk
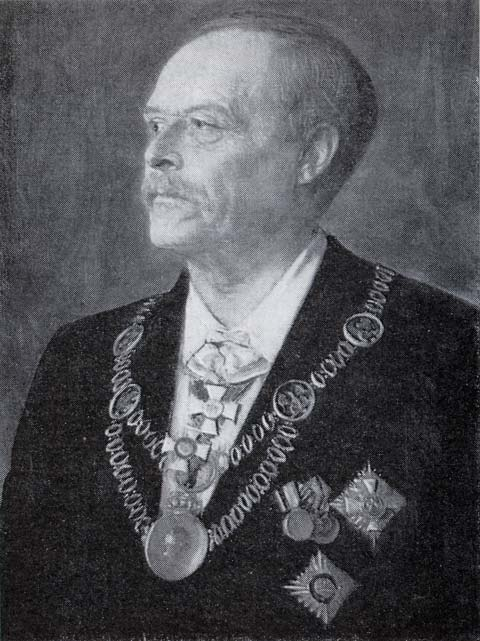
Max von Forckenbeck
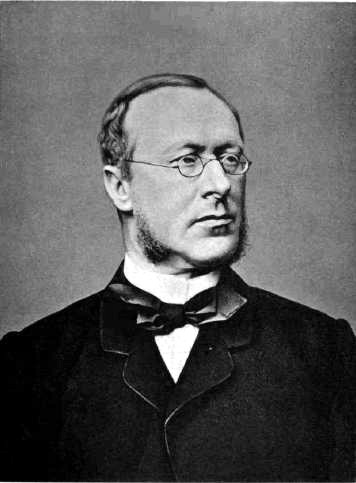
Georg Arbogast von Franckenstein
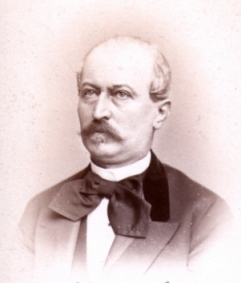
Karl Rudolf Friedenthal

- Falk, Adalbert, Dr. jur., Staatsminister,
 WK Liegnitz 4 (Lüden-Bunzlau), fraktionslos liberal
- Faller, Franz Josef, Fabrikant,
 WK Baden 3 (Waldshut), Nationalliberal
- Fenner, Gottfried, Dr., Anwalt,
 WK Kassel 5 (Marburg-Kichhain-Böhl), Nationalliberal
- Fernow, Friedrich, Rittergutsbesitzer,
WK Königsberg 2 (Wehlau-Labiau), Nationalliberal
- Flügge, Wilhelm, Rittergutsbesitzer,
 WK Stettin 6 (Naugard-Regenwalde), Konservativ
- Föckerer, Karl, Gastwirt und Landwirt,
 WK Mittelfranken 3 (Ansbach-Schwabach), Fortschrittspartei
- Forcade de Biaix, Christoph Ernst von, Obertribunalrat und Gutsbesitzer,
 WK Düsseldorf 5 (Essen), Zentrum
- Forckenbeck, Max von, Rechtsanwalt,
WK Magdeburg 5 (Wolmirstedt-Neuhaldensleben), Nationalliberal, als Reichstagspräsident fraktionslos
- Francke, Wilhelm, Rittergutsbesitzer,
WK Gumbinnen 2 (Ragnit-Pilkallen), Fortschrittspartei
- Frankenberg und Ludwigsdorf, Friedrich Freiherr von, Rittmeister in der Landwehr-Kavallerie,
 WK Breslau 5, Deutsche Reichspartei
- Frankenburger, Wolf, Rechtsanwalt Nürnberg,
 WK Mittelfranken 1 (Nürnberg), Fortschrittspartei
- Georg Arbogast Freiherr von und zu Franckenstein,
 WK Unterfranken 3, Zentrum
- Franz, Adolph, Dr. theol., Redakteur,
WK Oppeln 3 (Groß Strehlitz, Kosel), Zentrum (Nachwahl 1876)
- Franssen, Heinrich, Rentner,
 WK Aachen 1 (Schleiden-Malmedy), Zentrum
- Freeden, Wilhelm Ihno Adolph von, Direktor Norddeutsche Seewarte,
WK Hannover 1 (Norden-Emden-Leer), Nationalliberal
- Friedenthal, Karl Rudolf, Dr. jur., Landrat a. D. und Rittergutsbesitzer,
WK Breslau 5 (Ohlau-Nimptsch-Strehlen), Deutsche Reichspartei
- Friderich, Carl, Bürgermeister Durlach,
 WK Baden 9 (Pforzheim-Durlach-Ettlingen), Nationalliberal
- Frisch, Christian, Gymnasialprofessor,
WK Württemberg 8 (Sulz-Horb-Oberndorf-Freudenstadt), Nationalliberal
- Frühauf, Carl Julius, Professor Berlin,
 WK Sachsen 2 (Löbau-Bernstadt), Nationalliberal

## G

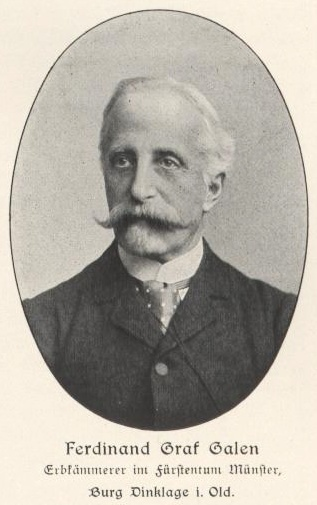
Ferdinand Heribert von Galen
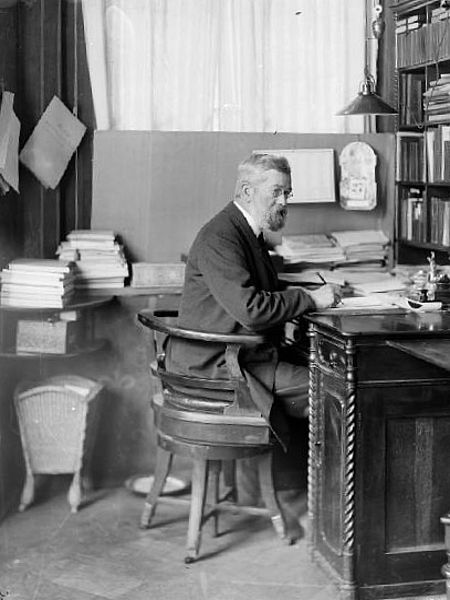
Otto Georgi
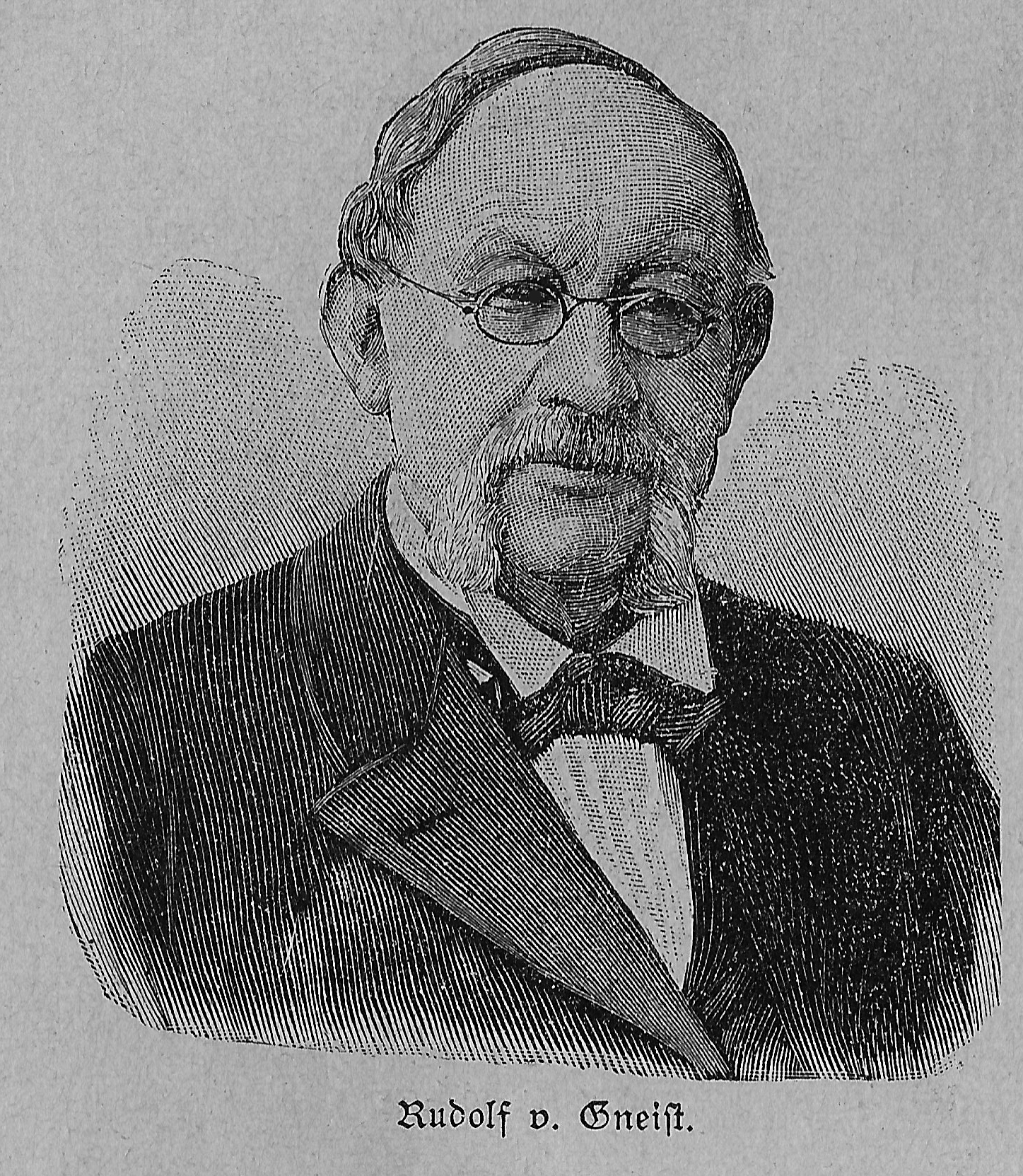
Rudolf von Gneist
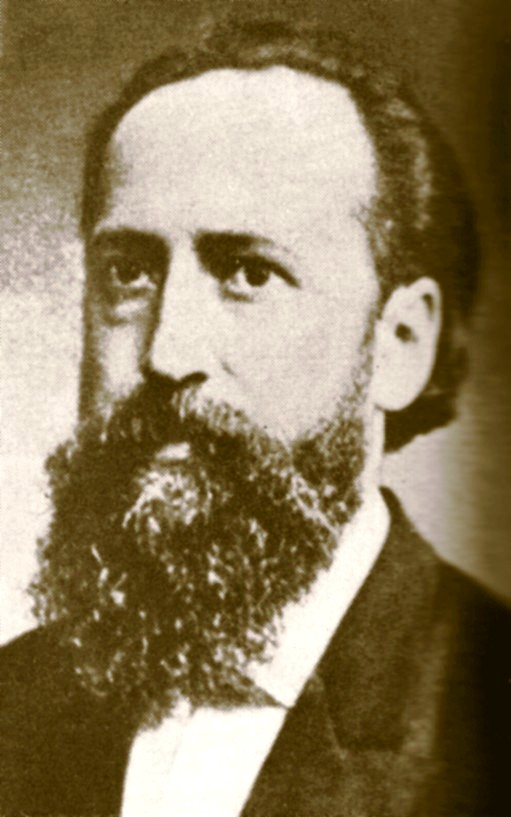
August Geib

- Galen, Ferdinand Heribert von,
 WK Oldenburg 3 (Berne-Delmenhorst), Zentrum
- Gaupp, Friedrich Ludwig, Kreisgerichtsrat Ellwangen,
 WK Württemberg 6 (Reutlingen-Tübingen-Rottenburg), Nationalliberal
- Geib, August, Buchhändler Hamburg,
 WK Sachsen 9 (Freiberg-Hainichen), Sozialdemokratische Arbeiterpartei
- Georgi, Otto Robert, Dr. jur., Advokat,
WK Sachsen 22 (Auerbach-Reichenbach), Nationalliberal
- Gerhard, Hermann Paul, Dr. jur., Kreisgerichtsrat,
 WK Marienwerder 4 (Thorn), Fortschrittspartei (Nachwahl 1875)
- Gerlach, August von, Landrat und Gutsbesitzer,
WK Köslin 3 (Kamin), Konservativ
- Germain, Charles, Advokat und Grundbesitzer,
 WK Elsaß-Lothringen 15 (Saarburg, Chateau-Salins), Elsaß-Lothringer
- Gerwig, Robert, Baudirektor,
 WK Baden 2 (Donaueschingen), Nationalliberal (Nachwahl 1875)
- Gleim, Wilhelm, Rechtsanwalt,
 WK Kassel 6 (Hersfeld, Rotenburg, Hünfeld), Nationalliberal
- Gneist, Rudolph, Dr. jur., Professor Universität Berlin,
 WK Liegnitz 7 (Landshut-Jauer-Volkenheyn), Nationalliberal
- Goldschmidt, Levin, Professor,
 WK Sachsen 12 (Leipzig), Nationalliberal (Nachwahl 1875)
- Goltz, Anton von der, Rittergutsbesitzer,
 WK Königsberg 4 (Fischhausen, Königsberg-Land), Konservativ (Nachwahl 1876)
- Grand-Ry, Andreas von, Gutsbesitzer,
 WK Koblenz 6 (Aldenau-Cochem-Zell), Zentrum
- Gratza, Karl, Pfarrer,
 WK Oppeln 3 (Groß Strehlitz, Kosel), Zentrum (Nachwahl 1875)
- Grimm, Carl, Dr., Rechtsanwalt Mannheim,
WK Baden 13 (Bretten, Eppingen, Sinsheim), Nationalliberal
- Grobe, Bernhard, Rittergutsbesitzer,
 WK Magdeburg 1, Nationalliberal
- Grosman, Nicola Philipp, Landgerichtsrat Köln,
WK Köln 1 (Köln), Zentrum
- Grosman, Friedrich Wilhelm, Rentner und Gutsbesitzer,
WK Köln 2 (Landkreis Köln), Zentrum
- Groß, Ludwig, Dr. med., Arzt und Gutsbesitzer,
 WK Pfalz 1 (Speyer, Frankenthal), Fortschrittspartei
- Grote, Otto Freiherr von, Rittergutsbesitzer,
WK Hannover 15 (Lüchow-Dannenberg-Uelzen), Deutsch-Hannoversche Partei, Hospitant der Zentrumsfraktion
- Grütering, Heinrich, Kreisrichter Dinslaken,
 WK Düsseldorf 7 (Mörs, Rees), Zentrum
- Grumbrecht, Friedrich Wilhelm, Bürgermeister Harburg,
 WK Hannover 17 (Harburg), Nationalliberal
- Guerber, Joseph, Priester,
 WK Elsaß-Lothringen 4 (Gebweiler), Elsaß-Lothringer
- Günther, Theodor, Rittergutsbesitzer,
WK Sachsen 11 (Oschatz), Deutsche Reichspartei

## H

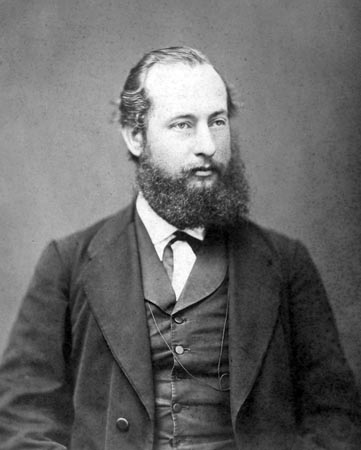
Wilhelm Hasenclever
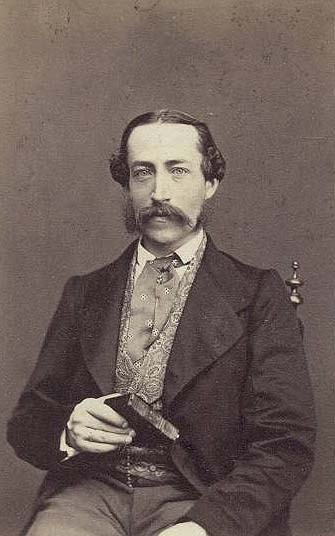
Hugo zu Hohenlohe-Öhringen
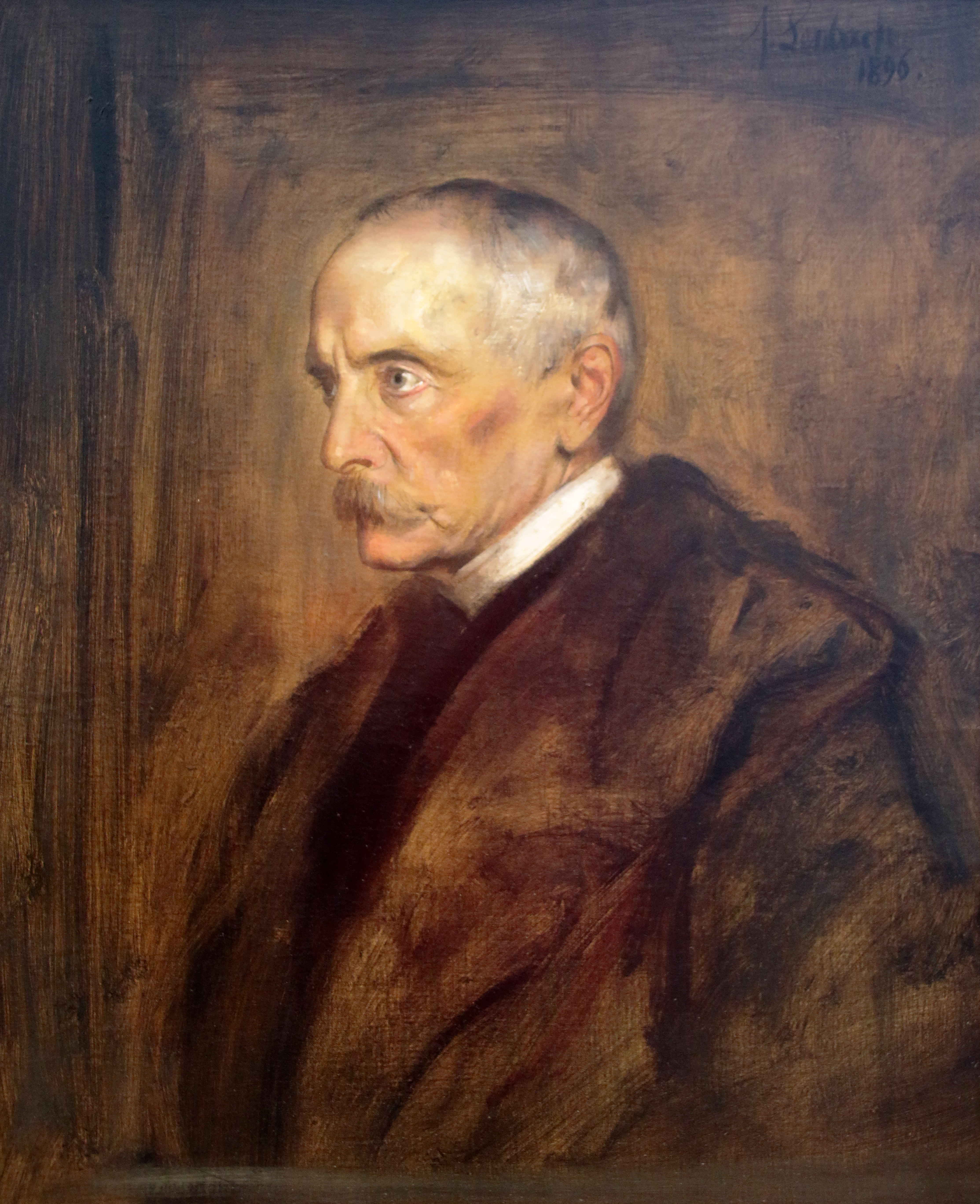
Chlodwig Fürst zu Hohenlohe-Schillingsfürst
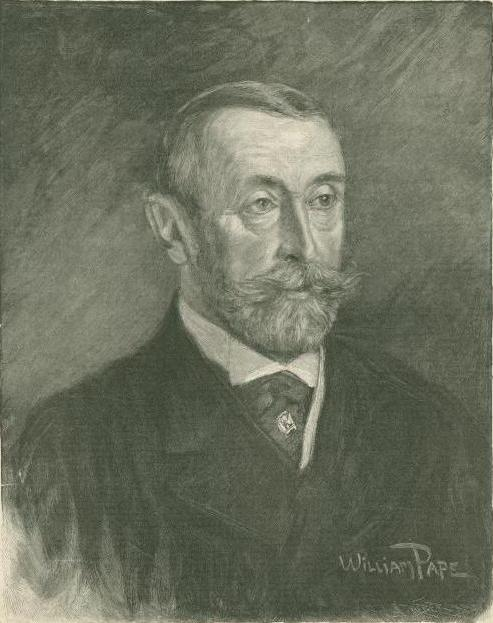
Hermann Fürst zu Hohenlohe-Langenburg
Karl Heine

- Haanen, Bartholomäus, Kaufmann,
 WK Trier 4 (Saarburg, Merzig, Saarlouis), Zentrum
- Haarmann, Carl, Unternehmer,
 WK Hannover 16 (Celle, Gifhorn, Peine, Burgdorf), Nationalliberal
- Habermann, Gustav von, Rittergutsbesitzer,
 WK Unterfranken (Neustadt a.d.S.), Zentrum
- Hacke, Edwin von, Rittergutsbesitzer,
 WK Potsdam 5 (Oberbarnim), Nationalliberal
- Häffely, Heinrich, Fabrikbesitzer,
 WK Elsaß-Lothringen 2 (Mülhausen), Französische Protestpartei
- Haenel, Albert, Dr. jur., Professor Kiel,
WK Schleswig-Holstein 7 (Kiel), Fortschrittspartei
- Hafenbrädl, Aloys, Bezirksgerichtsrat,
WK Niederbayern 5 (Deggendorf), Zentrum
- Hagen, Adolf Hermann Wilhelm, Direktor Unionsbank Berlin,
WK Berlin 1 (Berlin), Fortschrittspartei
- Hamm, Constantin, Gutsbesitzer,
 WK Köln 6 (Mühlheim, Wipperfürth, Gummersbach), Zentrum
- Harnier, Richard, Dr. jur., Direktor Landeskreditanstalt Kassel,
WK Kassel 4 (Eschwege-Schmalkalden-Witzenhausen), Nationalliberal
- Hartmann, Ludwig, Fabrikbesitzer,
 WK Elsaß-Lothringen 10 (Hagenau, Weißenburg), Elsaß-Lothringer
- Hasenclever, Wilhelm, Präsident ADAV
 WK Schleswig-Holstein 8 (Altona, Stormarn), Allgemeiner Deutscher Arbeiterverein
- Hasselmann, Wilhelm, Redakteur,
 WK Düsseldorf (Elberfeld, Barmen), Allgemeiner Deutscher Arbeiterverein
- Hauck, Thomas, Bezirksamtmann,
WK Unterfranken 1 (Aschaffenburg), Zentrum
- Haupt, Anton, 2. Bürgermeister Wismar,
 WK Mecklenburg 2 (Wismar, Schwerin), Nationalliberal
- Hausmann, August Ludwig, Fabrikant a. D.,
WK Potsdam 8 (Westhavelland), Fortschrittspartei
- Hausmann, Franz, Stadtsyndikus und Stadtrichter Horn,
WK Lippe-Detmold, Fortschrittspartei
- Heereman von Zuydwyck, Clemens von, Rittergutsbesitzer,
WK Münster 2 (Münster-Coesfeld), Zentrum
- Heine, Carl, Dr. jur., Gutsbesitzer,
 WK Sachsen 13 (Landkreis Leipzig), Fortschrittspartei
- Herrlein, Franz Joseph, Gutsbesitzer,
WK Kassel 7 (Fulda), Zentrum
- Hertling, Georg von, Dr. phil., Universitätsdozent Bonn,
WK Koblenz 3 (Koblenz, St. Goar), Zentrum (Nachwahl 1875)
- Herz, Carl, Bezirksgerichtsrat,
WK Berlin 3, Fortschrittspartei
- Heyl, Cornelius Wilhelm von, Fabrikbesitzer,
 WK Hessen 7 (Heppenheim, Wimpfen), Nationalliberal
- Hilf, Hubert Arnold, Rechtsanwalt und Unternehmensteilhaber,
WK Wiesbaden 4 (Limburg, Hadamar), Fortschrittspartei (Nachwahl Herbst 1875)
- Hillmann, Adolf, Rittergutsbesitzer,
WK Gumbinnen 6 (Oletzko, Lyck, Johannisburg), Fortschrittspartei (Nachwahl 1875)
- Hinschius, Paul, Dr. jur., Professor Berlin,
 WK Schleswig-Holstein 2 (Flensburg, Aprenrade), Nationalliberal
- Hintrager, Richard, Rechtsanwalt,
 WK Württemberg 11 (Hall, Öhringen), Gruppe Loewe-Berger (Nachwahl 1874)
- Hölder, Julius, Rechtsanwalt,
WK Württemberg 1 (Stuttgart), Nationalliberal (Nachwahl 1875)
- Hoffmann, Adolph, Stadtrichter Berlin,
 WK Schwarzburg-Rudolstadt, Fortschrittspartei
- Hohenlohe-Ingelfingen, Carl Prinz zu, Standesherr und Landrat a. D.,
 WK Oppeln 4 (Lublinitz, Tost, Gleiwitz), Deutsche Reichspartei
- Hohenlohe-Öhringen, Hugo Fürst zu, Standesherr,
 WK Oppeln 3 (Strelitz, Kosel), Deutsche Reichspartei
- Hohenlohe-Schillingsfürst, Chlodwig Fürst von, Staatsminister a. D.,
 WK Oberfranken 3 (Forchheim), Liberale Reichspartei
- Hohenlohe-Langenburg, Hermann Fürst zu, Standesherr,
 WK Württemberg 12, Deutsche Reichspartei
- Hompesch-Bollheim, Ferdinand von, Gesandter zur Disposition,
WK Trier 1 (Daun, Prüm, Bitburg), Zentrum (Nachwahl 1874)
- Hompesch-Rurich, Alfred Graf von, Rittergutsbesitzer,
WK Aachen 4 (Düren, Jülich), Zentrum (Nachwahl 1874)
- Horn, Albert, fürstbischöflicher Stiftsassessor,
 WK Oppeln 12, Zentrum
- Hoverbeck, Leopold Freiherr von, Gutsbesitzer,
 WK Gumbinnen 7 (Sensburg-Ortelsburg), Fortschrittspartei
- Huber, Gottlieb von, Kreisgerichtshofdirektor,
 WK Württemberg 3 (Heilbronn), Nationalliberal (Nachwahl 1875)
- Huber, Michael, Pfarrer,
 WK Oberpfalz 5 (Neustadt a. d. Waldnaab, Zentrum)
- Hullmann, August, Oberappellationsgerichtsrat,
 WK Oldenburg 1 (Oldenburg, Eutin, Birkenfeld), Nationalliberal

## J

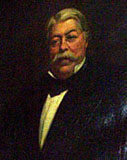
Ludwig Andreas Jordan
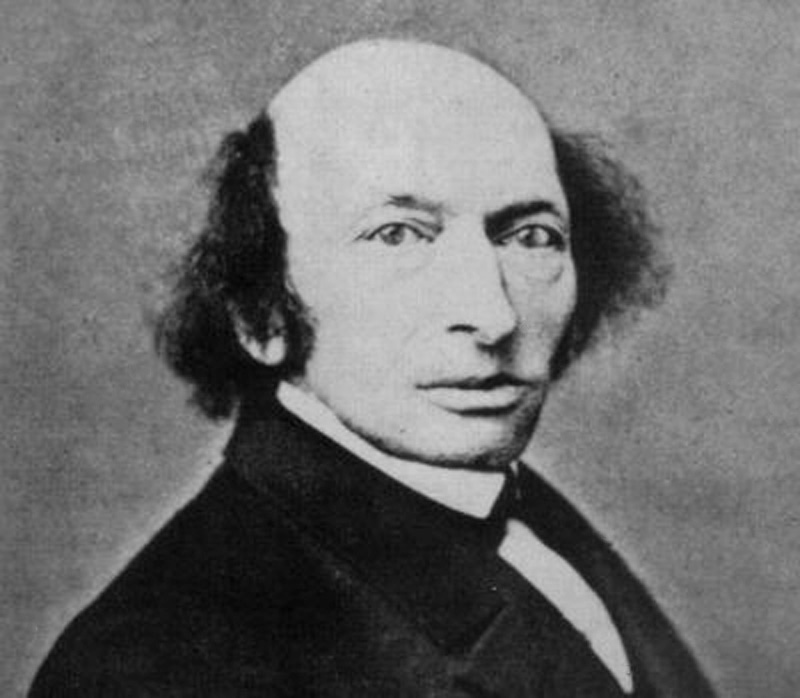
Johann Jacoby

- Jacobi, Ludwig, Geheimer Regierungsrat,
 WK Liegnitz 6 (Liegnitz-Goldberg-Hainau), Nationalliberal
- Jacobs, Theodor, Admiralitätsrat a. D.,
 WK Frankfurt 2 (Landsberg, Soldin), Nationalliberal
- Jacoby, Johann, Dr. med., Arzt in Königsberg,
 WK Sachsen 13 (Amt Leipzig), Sozialdemokratische Arbeiterpartei (lehnte die Annahme des Mandats ab)
- Jaeger, Ludwig Albert, Rentier,
 WK Erfurt 1 (Nordhausen), Nationalliberal
- Jagow, Gustav Wilhelm von, Oberpräsident Brandenburg,
WK Potsdam 1 (Westprignitz), Konservativ
- Joerg, Joseph Edmund, Archivar,
 WK Schwaben 1 (Augsburg), Zentrum
- Jordan, Ludwig Andreas, Weingutbesitzer,
WK Pfalz 2 (Landau), Nationalliberal
- Jüngken, Hermann, Rittergutsbesitzer,
WK Merseburg 6 (Sangerhausen-Eckardsberga), Nationalliberal

## K

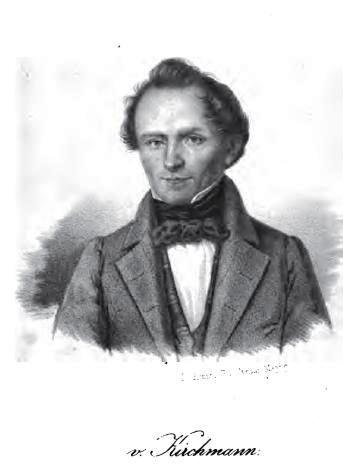
Julius von Kirchmann
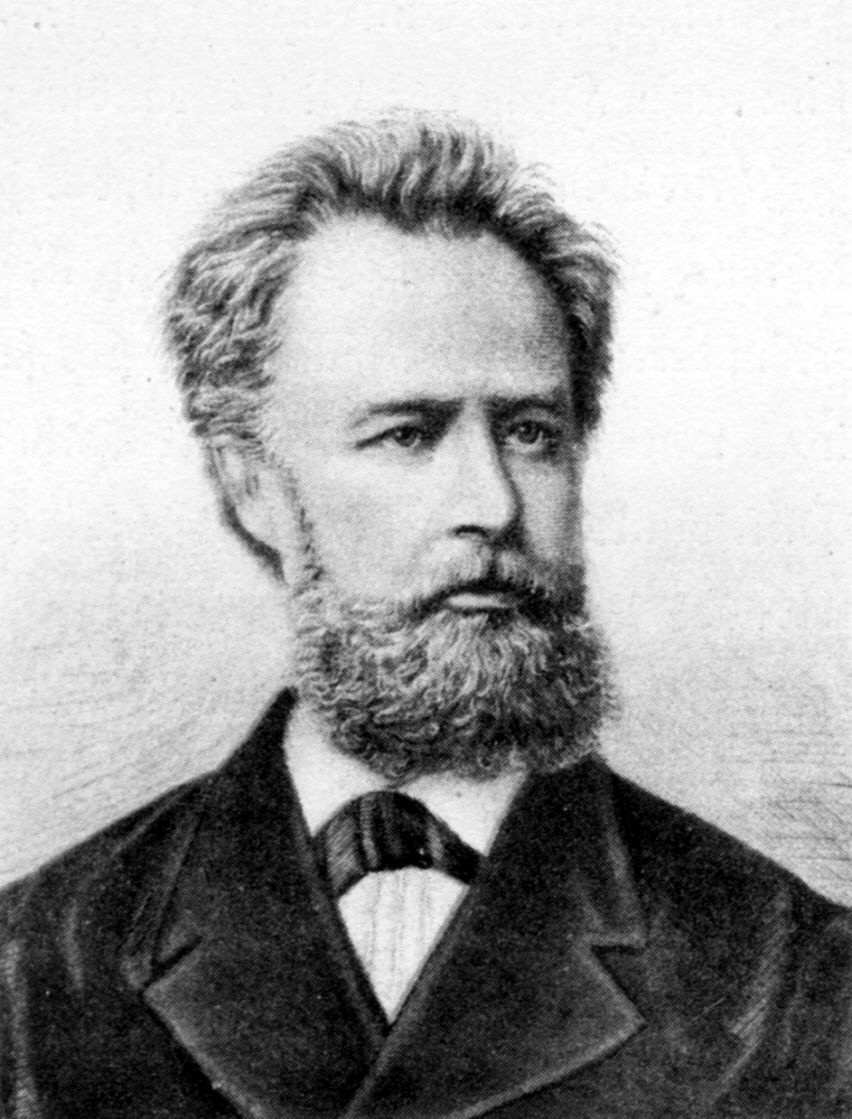
Friedrich Kapp
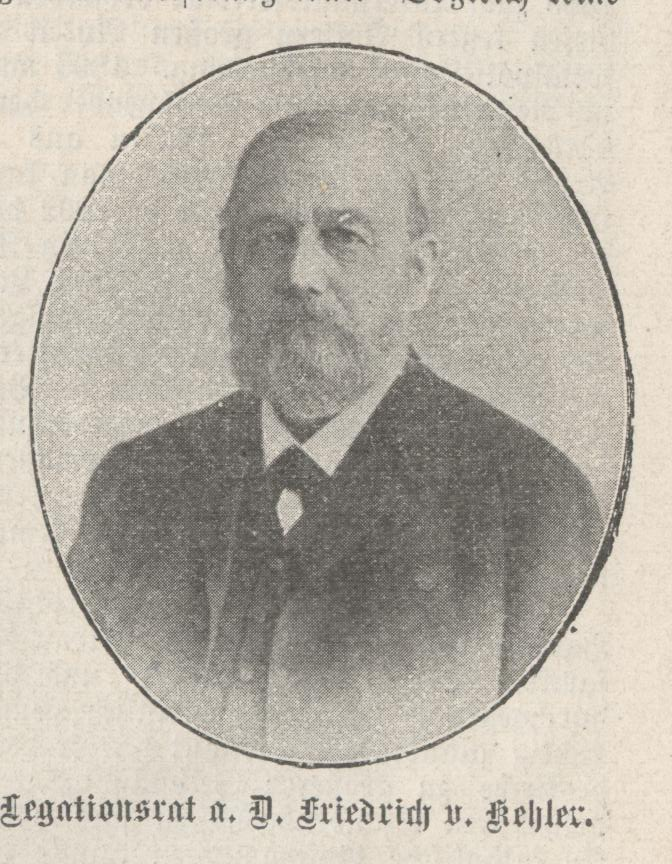
Friedrich von Kehler
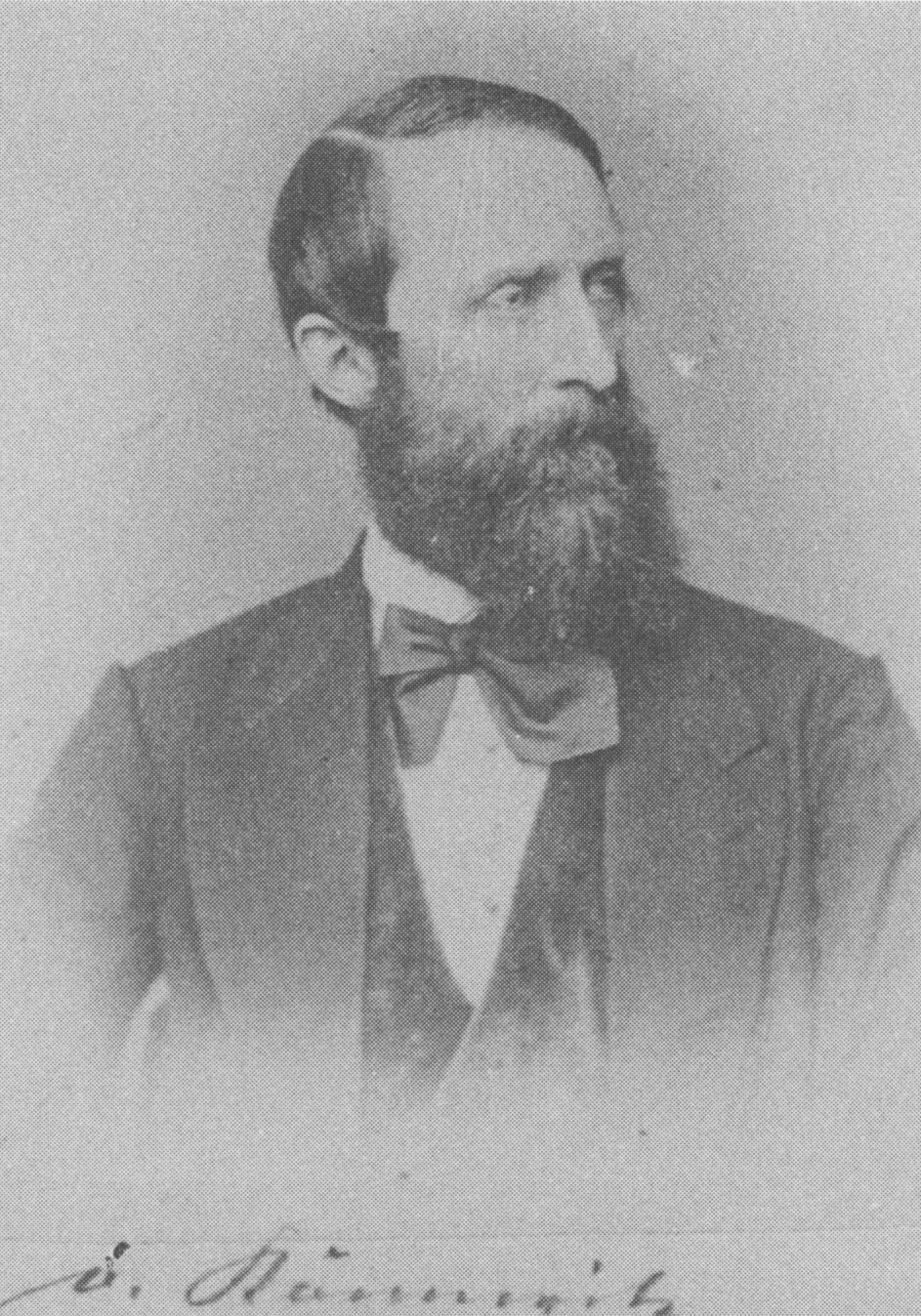
Leonce von Könneritz

- Kalkstein, Michael von, Rittergutsbesitzer,
 WK Danzig 5 (Berent-Preußisch Stargardt), Polnische Fraktion
- Kapp, Friedrich, Dr., Privatmann,
 WK Magdeburg 1 (Salzwedel, Gardelegen), Nationalliberal
- Kardorff, Wilhelm von, Rittergutsbesitzer,
 WK Breslau 3 (Wartenberg-Oels), Deutsche Reichspartei
- Kegel, Eduard, katholischer Geistlicher,
 WK Posen 9 (Krotoschin), Polnische Fraktion
- Kehler, Friedrich von, Legationsrat a. D.,
 WK Düsseldorf 10 (Gladbach), Zentrum
- Kesseler, Eugen von, Rittergutsbesitzer,
 WK Köln 4 (Rheinbach-Bonn), Zentrum
- Kiepert, Adolf, Rittergutbesitzer,
 WK Potsdam 10 (Teltow, Beeskow, Storkow), Nationalliberal
- Kircher, Wilhelm, Dr. jur., Regierungsrat Meiningen,
 WK Meiningen 1, Nationalliberal
- Kirchmann, Julius Hermann von, Appellationsgerichtsvizepräsident a. D.,
 WK Breslau 6 (Stadt Breslau Ost), Fortschrittspartei
- Kirchner, Friedrich Matthäus, Stadtpfarrer und ehemaliger Missionar,
 WK Oberfranken (Kronach), Zentrum
- Kisker, Julius, Kaufmann,
 WK Minden 3 (Minden, Bielefeld, Wiedenbrück), Fortschrittspartei
- Kleinsorgen, Adolf von, Kreisrichter Hechingen,
 WK Hohenzollern, Zentrum
- Kleist, Conrad von, Rittergutsbesitzer,
 WK Köslin 4 (Belgard, Schivelbein, Dramburg), Konservativ
- Klitzing, Leberecht von, Gutsbesitzer,
 WK Bromberg 1, Konservativ
- Kloeppel, Peter, Advokat Köln,
 WK Düsseldorf 3 (Solingen), Fortschrittspartei
- Klotz, Moritz, Kreisgerichtsrat Berlin,
 WK Berlin 2, Fortschrittspartei
- Klügmann, Karl Peter, Dr. jur., Rechtsanwalt,
 WK Lübeck, Nationalliberal
- Johannes Knapp VI., Gutsbesitzer,
 WK Wiesbaden 4 (Diez, Limburg), Fortschrittspartei
- Koch, Ferdinand, Hüttenbesitzer,
 WK Braunschweig 3 (Holzminden-Gandersheim-Harzburg), Nationalliberal
- Koch, Heinrich Theodor, Advokat,
 WK Sachsen 21 (Annaberg), Nationalliberal
- Kochann, Friedrich Franz, Stadtgerichtsrat Berlin,
 WK Koblenz 5 (Ahrweiler, Mayen), Zentrum
- Köllerer, Franz Seraphim, Brauer und Landwirt,
 WK Oberbayern 7 (Rosenheim), Zentrum
- Könneritz, Leonce von, Rittergutsbesitzer und Amtshauptmann,
 WK Sachsen 14 (Bernau, Pegau), Deutsche Reichspartei
- Kolbe, Victor, Rittergutsbesitzer und Kreisgerichtsrat a. D.,
 WK Stettin 3 (Randow, Greifenhagen), Nationalliberal
- Komierowski, Roman von, Dr., Rittergutsbesitzer,
 WK Posen 7 (Schrimm, Schroda), Polnische Fraktion (Nachwahl 1876)
- Kozlowski, Thomas von, Rittergutsbesitzer,
 WK Bromberg 4, Polnische Fraktion
- Kraaz, Julius, Dr. jur., Ritterguts- und Zuckerfabrikbesitzer,
 WK Anhalt 2, Nationalliberal
- Krätzer, Adolf, Dr. jur., Appellationsgerichtsrat Passau,
 WK Niederbayern 3 (Passau), Zentrum
- Krause, Karl Gotthold, Rechtsanwalt,
 WK Sachsen 23 (Plauen, Oelsnitz), Nationalliberal
- Kreutz, Heinrich, Hüttenbesitzer,
 WK Arnsberg 3 (Altena, Iserlohn), Fortschrittspartei
- Krieger, Richard, Regierungsrat,
 WK Herzogtum Lauenburg, Nationalliberal
- Krüger, Hans Andersen, Hofbesitzer,
 WK Schleswig-Holstein 1 (Hadersleben-Sonderburg), Däne

## L

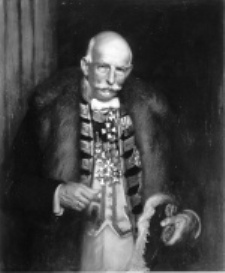
Ignatz von Landsberg-Velen und Steinfurt
Eduard Lasker
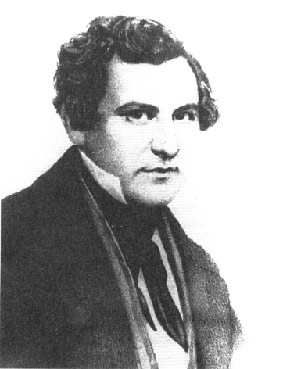
Wilhelm Loewe
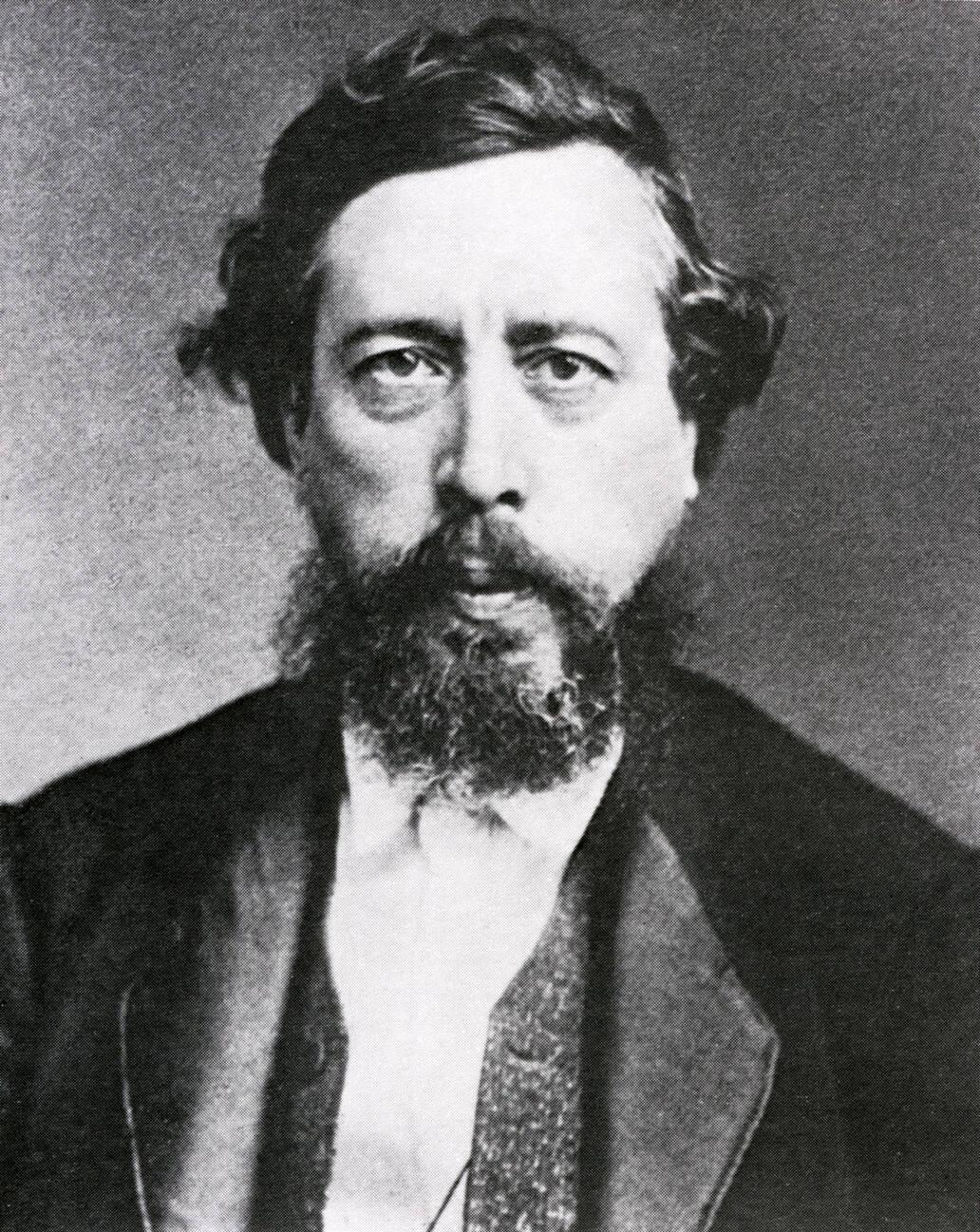
Wilhelm Liebknecht

- Landsberg-Velen und Steinfurt, Ignatz Reichsfreiherr von, Landrat Steinfurt,
 WK Münster 4 (Beckum-Lüdinghausen-Warendorf), Zentrum
- Landsberg-Velen und Gemmen, Max Freiherr von, Dr. jur., Standesherr,
 WK Münster 3 (Borken, Recklinghausen), Zentrum
- Lang, Karl Anton, Gutsbesitzer,
 WK Niederbayern 6 (Kelheim), Zentrum
- Laporte, Wilhelm, Obergerichtsrat,
 WK Hannover 18, Nationalliberal (Nachwahl)
- Lasker, Eduard, Rechtsanwalt und Syndikus,
 WK Meiningen 2 (Sonneberg-Saalfeld), Nationalliberal
- Lauth, Ernest, Bürgermeister Straßburg a. D.,
 WK Elsaß-Lothringen 8 (Straßburg), Französische Protestpartei
- Lehr, Friedrich, Gutsbesitzer,
 WK Marienwerder 8 (Deutsch-Krone), Nationalliberal
- Lender, Ignaz Xaver Leopold, Dekan,
 WK Baden 8 (Rasstatt, Bühl), Zentrum
- Lenthe, Ernst Ludwig von, Oberappellationsrat,
 WK Hannover 9, Deutsch-Hannoversche Partei (Nachwahl 1876)
- Lenz, Georg Friedrich von, Dr. jur., Oberstaatsanwalt,
 WK Württemberg 5 (Urach), Nationalliberal
- Leykam, Franz Werner von, Rittergutsbesitzer,
 WK Aachen 4 (Düren, Jülich), Zentrum
- Lichnowsky, Carl Maria Faustus Timoleon Fürst von, Majoratsherr,
 WK Oppeln 8 (Ratibor), Deutsche Reichspartei
- Lieber, Philipp Ernst, Dr. jur., Privatmann,
 WK Wiesbaden 3 (St. Goarshausen-Braubach-Nastätten-Nassau-Montabaur-Wallmerod), Zentrum
- Liebknecht, Wilhelm, Journalist,
 WK Sachsen 19 (Stollberg, Schneeberg), Sozialdemokratische Arbeiterpartei
- Lingens, Joseph, Rechtsanwalt,
 WK Köln 5 (Siegkreis-Waldbröl), Zentrum
- Lobach, Otto, Gutsbesitzer,
 WK Königsberg 5 (Heiligenbeil, Preußisch Eylau), Nationalliberal
- Loewe, Wilhelm, Dr. med., praktischer Arzt Berlin,
 WK Arnsberg 5 (Bochum), Fortschrittspartei
- Lorentzen, Karl, Dr. phil., Schriftsteller,
 WK Schleswig-Holstein 5 (Norder- und Süderdithmarschen), Fortschrittspartei
- Lucius, Carl, Rentner,
 WK Aachen 5 (Heinsberg-Erkelenz-Geilenkirchen), Zentrum
- Lucius, Robert, Dr. med., Rittergutsbesitzer,
 WK Erfurt 4 (Erfurt-Schleusingen-Ziegenrück), Deutsche Reichspartei
- Ludwig, Robert von, Gutsbesitzer,
 WK Breslau 12 (Habelschwerdt, Glatz), Zentrum

## M

Hermann von Mallinckrodt
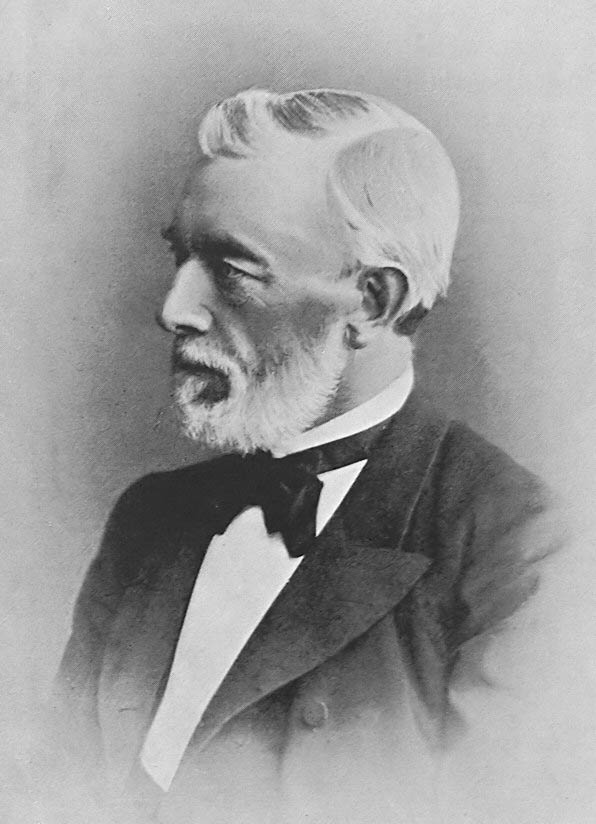
Johannes Miquel
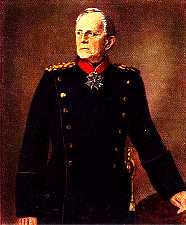
Helmuth von Moltke
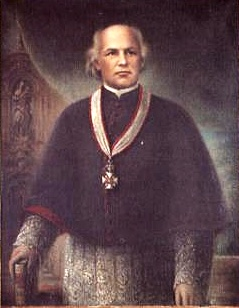
Christoph Moufang
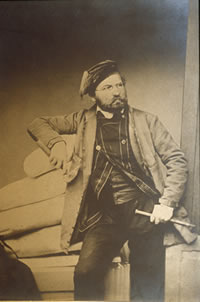
Ferdinand von Miller

- Majunke, Paul, katholischer Priester und Redakteur,
 WK Trier 3 (Trier), Zentrum
- Mallinckrodt, Hermann von, Regierungsrat,
 WK Münster 1 (Ahaus-Steinfurt-Tecklenburg), Zentrum
- Maltzahn, Helmut Freiherr von, Rittergutsbesitzer,
 WK Stettin 1 (Anklam-Demmin), Konservativ
- Maltzan, August Mortimer Joachim Graf von, Standesherr,
 WK Breslau 2 (Militsch-Trebnitz), Deutsche Reichspartei
- Marquardsen, Heinrich, Dr. jur., Professor Erlangen,
 WK Mittelfranken 2 (Erlangen-Fürth), Nationalliberal
- Martin, Georg, Rentner,
 WK Hessen 6 (Bensheim-Erbach), Nationalliberal
- Mayer, Friedrich Eduard, Kommerzienrat Heilbronn,
 WK Württemberg 3 (Heilbronn), Nationalliberal
- Mayer, Max Theodor, Dr. jur., Appellationsgerichtsrat,
 WK Schwaben 2 (Neuburg-Donauwörth-Nördlingen), Zentrum
- Merkle, Matthias, Professor Lyceum Dillingen,
 WK Schwaben 5 (Kaufbeuren, Füßen), Zentrum
- Meyer, Friedrich, Dr., Rechtsanwalt Thorn,
 WK Marienwerder 4 (Thorn, Culm), Nationalliberal
- Michaelis, Karl Leopold, Kreisgerichtsrat Bunzlau,
 WK Liegnitz 5 (Löwenberg), Nationalliberal
- Miller, Ferdinand von, Inspekteur Königliche Erzgießerei München,
 WK Oberbayern 6 (Weilheim), Zentrum
- Minckwitz, Heinrich Eduard, Dr. jur., Rechtsanwalt,
 WK Sachsen 5 (Dresden links der Elbe), Fortschrittspartei
- Minnigerode, Wilhelm von, Majoratsherr,
 WK Ostpreußen 7 (Preußisch Holland-Mohrungen), Konservativ
- Miquel, Johannes, Oberbürgermeister a. D., Mitdirektor Disconto-Gesellschaft,
 WK Fürstentum Waldeck, Nationalliberal
- Möring, Rudolf Heinrich, Rentier,
 WK Hamburg 1, Nationalliberal
- Mohl, Robert von, Präsident Oberrechnungskammer Karlsruhe,
 WK Baden 2 (Villingen, Donaueschingen), Nationalliberal
- Moltke, Helmuth Karl Bernhard von, General der Infanterie, Chef des Generalstabes,
 WK Königsberg 1 (Memel-Heydekrug), Konservativ
- Morstadt, Wilhelm, Geschäftsteilhaber,
 WK Baden (Kenzingen, Ettenheim, Lahr, Wolfach), Nationalliberal
- Mosle, Alexander Georg, Kaufmann,
 WK Freie Stadt Bremen, Nationalliberal
- Most, Johann, Schriftsteller,
 WK Sachsen 16 (Chemnitz), Sozialdemokratische Arbeiterpartei
- Motteler, Julius, Tuchmacher und Kaufmann,
 WK Sachsen 18 (Zwickau, Werdau, Crimmitschau), Sozialdemokratische Arbeiterpartei
- Moufang, Christoph, Domkapitular Mainz,
 WK Hessen 9 (Mainz, Oppenheim), Zentrum
- Müller, Eduard, kath. Priester,
 WK Oppeln 7 (Rybnik-Pleß), Zentrum
- Müller, Gustav, Kaufmann,
 WK Württemberg 1 (Stuttgart), Nationalliberal
- Müller, Louis, Dr. phil., Guts- und Fabrikbesitzer,
 WK Liegnitz 9 (Görlitz, Lauban), Fortschrittspartei

## N
- Nayhauß-Cormons, Julius Cäsar von, Rittergutsbesitzer und Landesältester,
 WK Oppeln 9 (Leobschütz), Zentrum
- Neumann, Johannes, Gutsbesitzer,
 WK Königsberg 10 (Friedland, Gerdauen, Rastenburg), Nationalliberal
- Niegolewski, Władysław, Dr. jur., Rittergutsbesitzer,
 WK Posen 1 (Posen), Polnische Fraktion
- Nieper, Carl Ferdinand, Dr. jur., Landdrost zur Disposition,
 WK Hannover 7 (Nienburg), Deutsch-Hannoversche Partei, Hospitant der Zentrumsfraktion
- Nordeck zur Rabenau, Adalbert Freiherr von, Gutsbesitzer,
 WK Hessen 1 (Gießen, Grünberg, Nidda), Liberale Reichspartei
- Nostitz-Wallwitz, Hermann von, sächsischer Staatsminister,
 WK Sachsen 3 (Bautzen, Camenz), Deutsche Reichspartei

## O

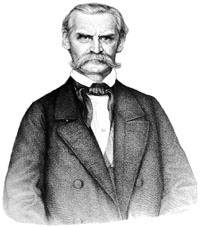
Friedrich Oetker
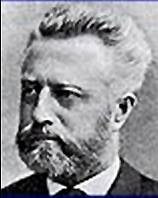
Wilhelm Oncken

- Oehmichen, Friedrich Wilhelm, Rittergutsbesitzer,
 WK Sachsen 10 (Nossen-Roßwein-Waldheim), Fortschrittspartei
- Oetker, Friedrich, Dr., Schriftsteller,
 WK Kassel 1 (Rinteln-Hofgeismar), Nationalliberal
- Oncken, Wilhelm, Dr. phil., Professor Gießen,
 WK Hessen 3 (Alsfeld, Lauterbach, Schotten), Nationalliberal
- Oppenheim, Heinrich Bernhard, Dr. jur., Schriftsteller,
 WK Reuß ältere Linie, Nationalliberal
- Osten, Julius von der, Rittergutsbesitzer,
 WK Köslin 1 (Stolp, Lauenburg in Pommern), Konservativ (Nachwahl 1876)
- Ow, Karl von, Regierungsrat Bayern,
 WK Niederbayern 1 (Landshut), Zentrum

## P

Maximilian von Puttkamer
Robert Viktor von Puttkamer

- Pabst, Friedrich, Gutsbesitzer,
 WK Mittelfranken 6 (Rothenburg, Windsheim, Neustadt), Nationalliberal
- Parczewski, Erasmus von, Gutsbesitzer,
 WK Marienwerder 5 (Schwetz), Polnische Fraktion
- Parisius, Ludolf, Kreisrichter a. D. und Schriftsteller,
 WK Gumbinnen 4 (Stallupönen, Goldap, Darlehmen), Fortschrittspartei
- Peterssen, Edo Friedrich, Dr. phil., Gutsbesitzer,
 WK Hannover 2 (Aurich, Esens, Wilhelmshaven, Papenburg), Nationalliberal
- Pfaehler, Gustav, Bergwerksdirektor,
 WK Trier 5 (Saarbrücken), Nationalliberal (Nachwahl 1876)
- Pfafferott, Hugo, Amtsrichter Liebenburg,
 WK Düsseldorf 9 (Kempen), Zentrum
- Pfeiffer, Julius, Dr. jur., Rittergutsbesitzer,
 WK Sachsen 1 (Zittau-Herrnhut), Nationalliberal
- Pflüger, Markus, Landwirt,
 WK Baden 4 (Lörrach), Nationalliberal
- Philippi, Joseph, Stadtpfarrer,
 WK Elsaß-Lothringen 7 (Molsheim, Erstein), Elsaß-Lothringer
- Hans Heinrich Fürst von Pleß, Standesherr,
 WK Breslau 10 (Waldenburg), Deutsche Reichspartei
- Pogge, Franz, Rittergutsbesitzer,
 WK Mecklenburg-Strelitz, Nationalliberal
- Pogge, Hermann (Carl Friedrich), Rittergutsbesitzer,
 WK Mecklenburg-Schwerin 4 (Malchin-Waren), Nationalliberal
- Pohlmann, Anton, Dr. theol., Erzpriester,
 WK Königsberg 6 (Braunsberg, Heilsberg), Zentrum
- Pougnet, Eugene, Unternehmer,
 WK Elsaß-Lothringen 12 (Saargemünd, Forbach), Französische Protestpartei
- Praschma, Friedrich Graf von, Herrschaftsbesitzer,
 WK Liegnitz 11 (Falkenberg, Grottkau), Zentrum
- Precht, Diedrich, Landwirt,
 WK Hannover 6 (Hoya, Verden), Nationalliberal
- Preysing-Lichtenegg-Moos, Johann Conrad Graf von, Königl. Kämmerer München,
 WK Niederbayern 2 (Straubing), Zentrum
- Prosch, Karl Friedrich Wilhelm, Regierungsrat a. D.,
 WK Mecklenburg-Schwerin 1 (Hagenow-Grevenmühlen), Nationalliberal
- Pückler-Burghauß, Carl Freiherr von, Herrschaftsbesitzer,
 WK Breslau 9 (Schweidnitz-Striegau), Konservativ
- Puttkamer, Henning von, Rittergutbesitzer,
 WK Frankfurt 8 (Sorau), Nationalliberal
- Puttkamer, Maximilian von, Kreisrichter,
 WK Posen 6 (Fraustadt), Nationalliberal
- Puttkamer, Robert Viktor von, Regierungspräsident Gumbinnen,
 WK Gumbinnen 6 (Oletzko, Lyck, Johannisburg), Konservativ
- Puttkamer-Kolziglow, Waldemar von, Rittergutsbesitzer,
 WK Köslin 2 (Bütow, Rummelsburg, Schlawe), Konservativ.

## Q
- Quadt-Wykradt-Isny, Friedrich von, Gesandter a. D.,
 WK Mittelfranken (Eichstätt, Weißenburg), Zentrum

## R

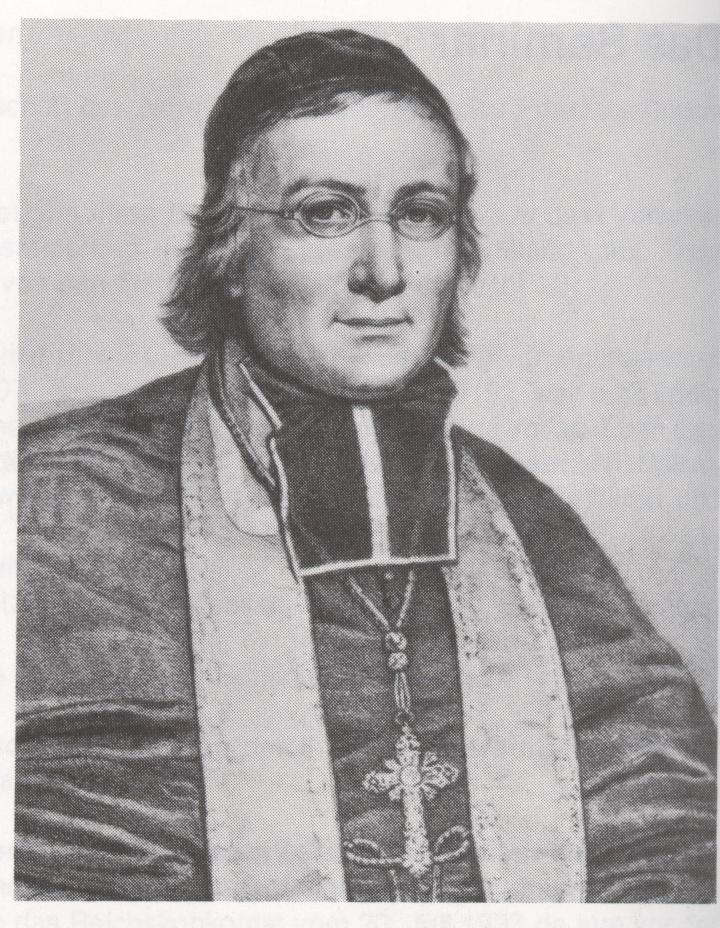
Andreas Raeß
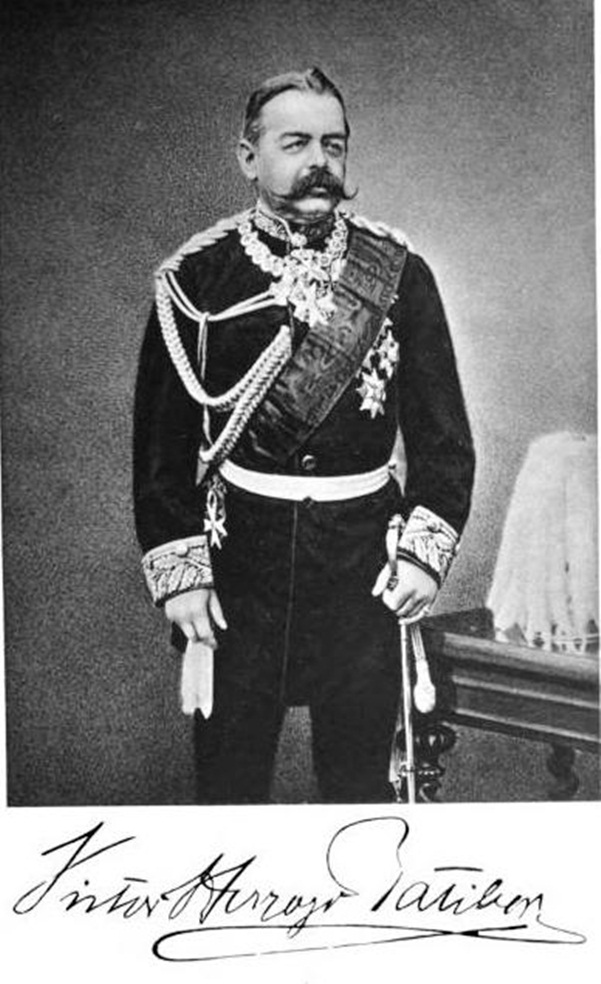
Victor Herzog von Ratibor
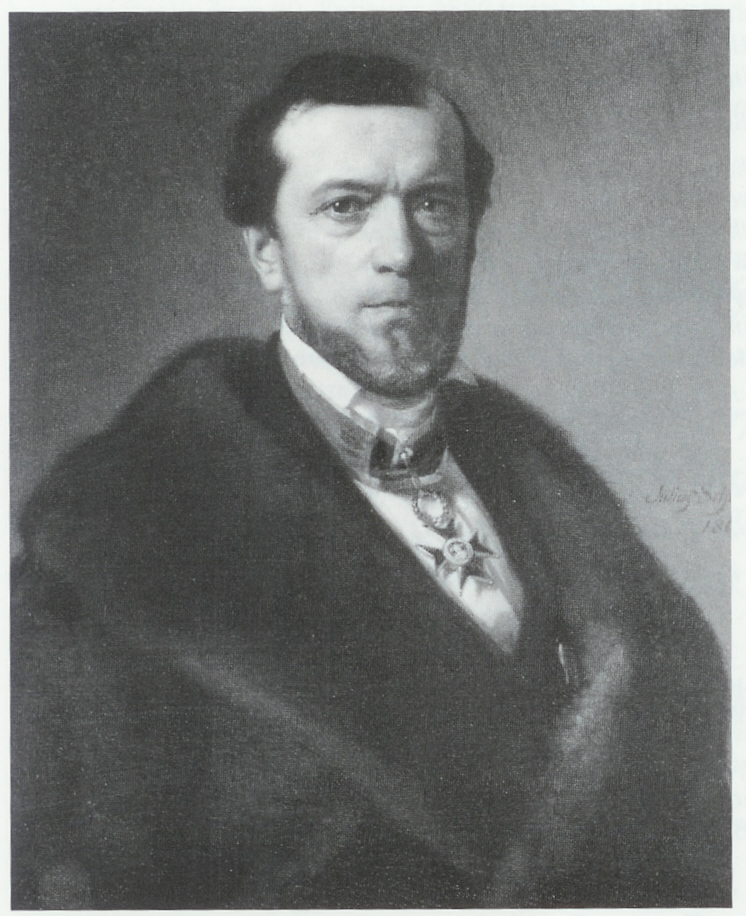
Peter Reichensperger
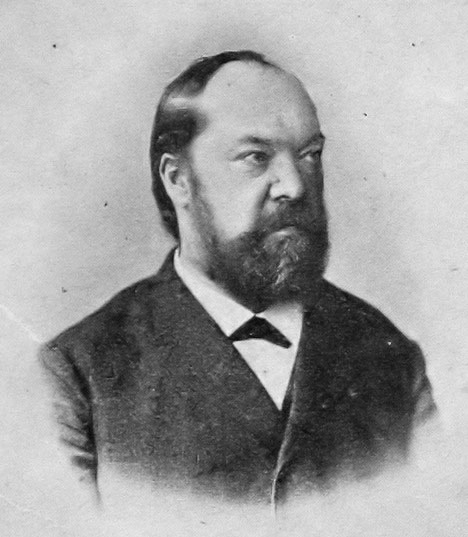
Eugen Richter
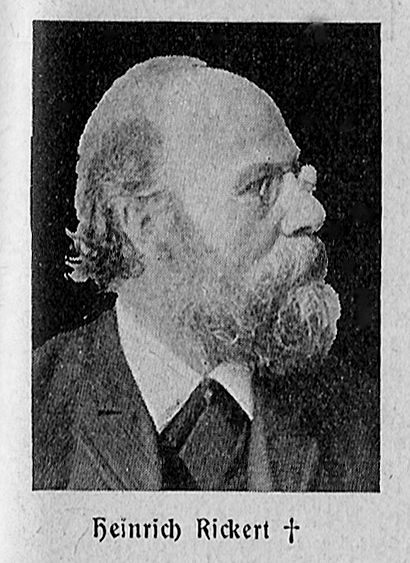
Heinrich Rickert

- Radziwill, Edmund Prinz von, Vikar,
 WK Oppeln 5 (Beuthen, Tarnowitz), Zentrum
- Radziwill, Ferdinand Fürst von, Standesherr,
 WK Posen 10 (Adelnau, Schildberg), Polnische Fraktion
- Räß, Andreas, Bischof Straßburg,
 WK Elsaß-Lothringen 6 (Schlettstadt), Elsaß-Lothringer
- Rasche, Hermann, Rechtsanwalt,
 WK Potsdam 2 (Ostprignitz), Nationalliberal
- Ratibor, Victor Herzog von, Standesherr,
 WK Breslau 8 (Breslau, Neumarkt), Deutsche Reichspartei
- Reden, Erich von, Rittergutsbesitzer,
 WK Hannover 16 (Lüneburg), Nationalliberal
- Reichensperger, August, Dr., Appellationsgerichtsrat,
 WK Düsseldorf 11 (Krefeld), Zentrum
- Reichensperger, Peter, Obertribunalrat,
 WK Arnsberg 2 (Olpe-Meschede-Arnsberg), Zentrum
- Reimers, Otto, Zigarrenarbeiter,
 WK Schleswig-Holstein 9 (Plön, Neustadt, Segeberg), Allgemeiner Deutscher Arbeiterverein
- Richter, Eugen, Schriftsteller,
 WK Schwarzburg-Rudolstadt, Fortschrittspartei
- Richter, Gustav, Professor Tharandt,
 WK Sachsen 7 (Meißen, Riesa), Deutsche Reichspartei
- Rickert, Heinrich, Zeitungsverleger,
 WK Danzig 3 (Danzig), Nationalliberal
- Roder, Johann, Land- und Gastwirt,
 WK Baden 1 (Konstanz, Überlingen, Stockach), Nationalliberal
- Roemer, Hermann, Senator Hildesheim,
 WK Hannover 10 (Hildesheim), Nationalliberal
- Römer, Robert, Dr., Professor Tübingen,
 WK Württemberg 14 (Geislingen-Heidenheim-Ulm), Nationalliberal
- Rönne, Ludwig von, Dr. phil., Appellationsgerichts-Vizepräsident a. D.,
 WK Liegnutz 2 (Sprottau-Sagan), Nationalliberal
- Rogalinski, Eustachius von, Rittergutsbesitzer,
 WK Posen 7 (Schrimm, Schroda), Polnische Fraktion
- Rohland, Otto, Rittergutsbesitzer,
 WK Merseburg 8 (Naumburg-Weißenfeld-Zeitz), Fortschrittspartei
- Rudolphi, Wilhelm, Dr. phil., Gymnasialdirektor a. D.,
 WK Köln 3 (Bergheim-Euskirchen), Zentrum
- Rußwurm, Franz Anton, Pfarrer,
 WK Oberpfalz 2 (Amberg), Zentrum
- Rybinski, Leo von, Rittergutsbesitzer,
 WK Danzig 4 (Neustadt-Carthaus), Polnische Fraktion

## S

Carl Friedrich von Savigny
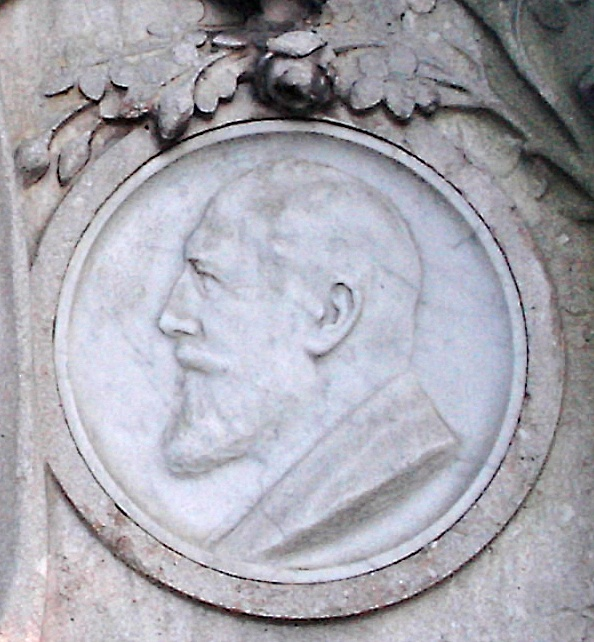
Ferdinand Scipio
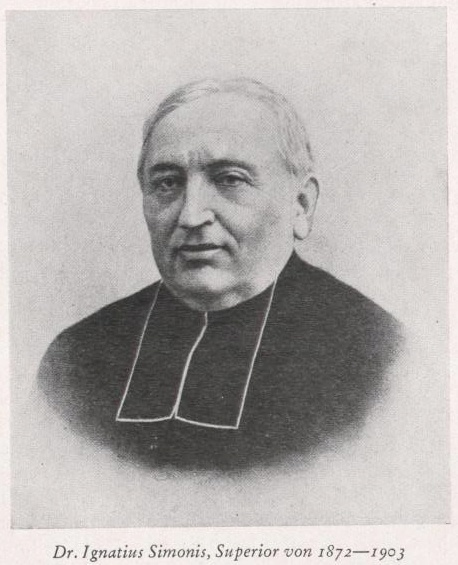
Jakob Ignatius Simonis
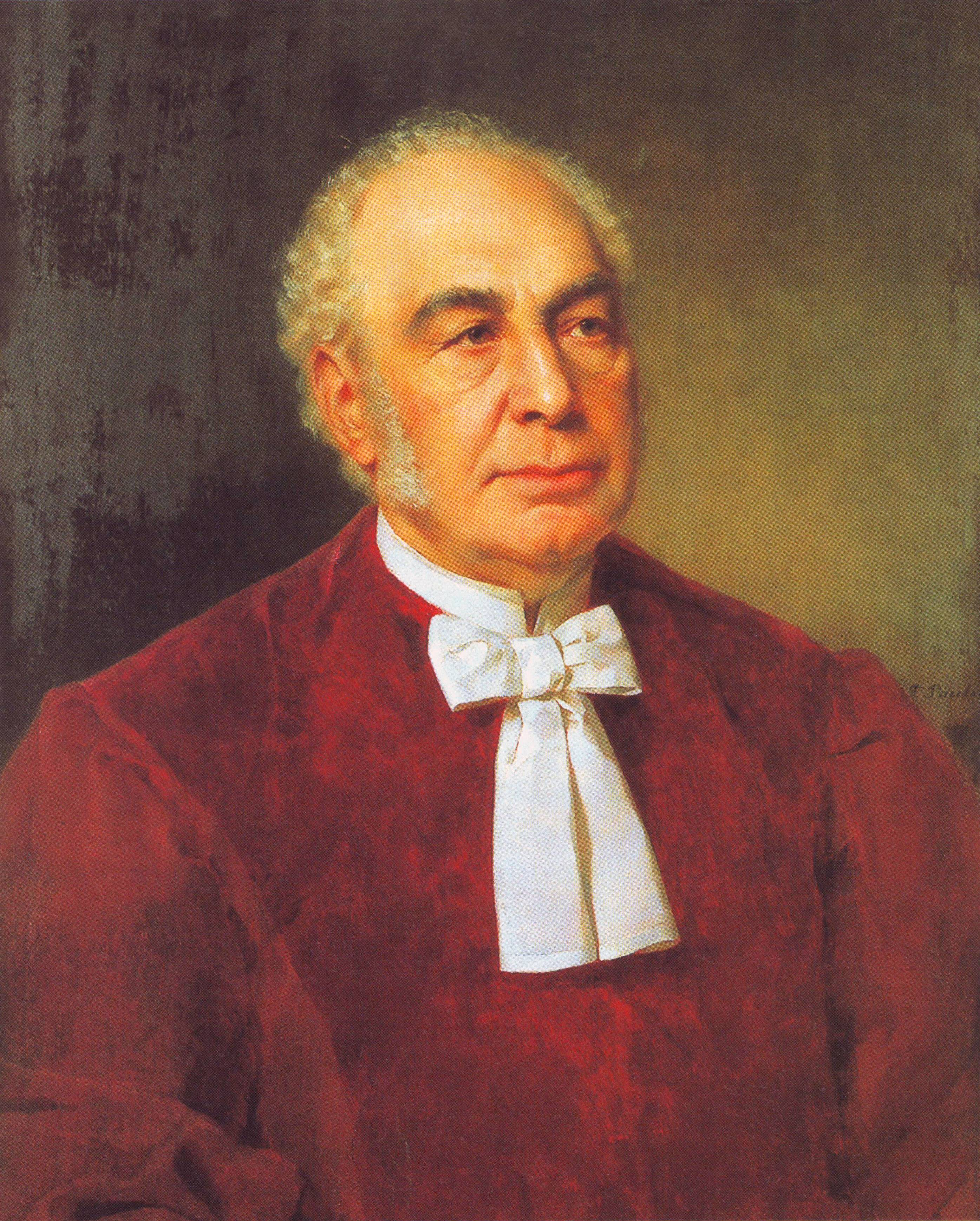
Eduard von Simson
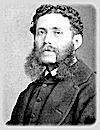
Leopold Sonnemann
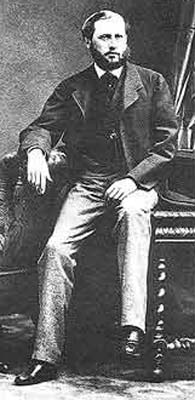
Otto zu Stolberg-Wernigerode

- Saint-Paul-Illaire, Ulrich von, Korvettenkapitän zur Disposition,
 WK Potsdam 6 (Niederbarnim), Deutsche Reichspartei
- Sarwey, Otto von, Dr. jur. utr., württ. Beamter und Geheimer Rat,
 WK Württemberg 10 (Göppingen, Gmünd, Schorndorf, Welzheim), Deutsche Reichspartei
- Saucken-Julienfelde, Konstanz von, Gutsbesitzer,
 WK Gumbinnen 3 (Gumbinnen, Insterburg), Fortschrittspartei
- Saucken-Tarputschen, Kurt von, Rittergutsbesitzer,
 WK Gumbinnen 5 (Angerburg, Lötzen), Fortschrittspartei
- Savigny, Karl Friedrich von, Wirklicher Geheimer Rat,
 WK Koblenz 3 (Koblenz-St. Goar), Zentrum
- Schacht, Georg, Dr. phil., Rittergutsbesitzer,
 WK Frankfurt 9 (Cottbus, Spremberg), Nationalliberal
- Schauenburg, Alexis von, Gutsbesitzer,
 WK Elsaß-Lothringen 9 (Straßburg-Land), Elsaß-Lothringer
- Schauß, Friedrich von, Dr. jur., Rechtsanwalt,
 WK Oberfranken 1 (Hof), Nationalliberal
- Schmid, Joseph Anton, Dr., Domkapitular,
 WK Oberbayern 3 (Aichach), Zentrum
- Schmid, Carl Josef, Rechtsanwalt,
 WK Württemberg 15 (Blaubeuren-Ehingen), Nationalliberal, während der Legislaturperiode Übertritt zur Fraktion der Deutschen Reichspartei
- Schmidt, Carl Theodor, Oberlehrer Stettin,
 WK Stettin 4 (Stettin), Fortschrittspartei
- Schmidt, Hermann Joachim Eduard, Schlossermeister,
 WK Hamburg 2 (Nationalliberal)
- Schmidt, Karl Heinrich, Appellationsgerichtsrat,
 WK Pfalz 4 (Zweibrücken-Pirmasens), Nationalliberal
- Schmidt, Wilhelm Adolf, Professor Jena,
 WK Weimar 3 (Neustadt, Jena), Nationalliberal
- Schönborn-Wiesentheid, Clemens August Graf von, Standesherr,
 WK Unterfranken 2 (Kitzingen), Zentrum
- Schöning, Wilhelm Ludwig August von, Landrat und Rittergutbesitzer,
 WK Stettin 5, Konservativ
- Schorlemer-Alst, Burghard von, Gutsbesitzer,
 WK Münster 1 (Tecklenburg, Steinfurt, Ahaus), Zentrum (Nachwahl 1874)
- Schöttler, Friedrich Wilhelm, Fabrikant,
 WK Braunschweig 1 (Blankenburg), Nationalliberal
- Schroeder, Theodor, Rechtsanwalt,
 WK Arnsberg 8 (Brilon-Lippstadt), Zentrum
- Schroeder, Hugo, Staatsanwalt a. D.,
 WK Frankfurt 3, Nationalliberal
- Schroeder, Bernhard, Dr. jur., Privatmann und Schriftsteller,
 WK Hessen 2 (Friedberg, Büdingen, Vilbel), Nationalliberal
- Schüttinger, Jacob, Advokat,
 WK Oberfranken 5 (Bamberg), Zentrum
- Schulte, Johann Friedrich von, Professor Bonn,
 WK Düsseldorf 6 (Duisburg), Nationalliberal
- Schulz, Rudolph, Rittergutbesitzer,
 WK Frankfurt 7 (Guben, Lübben), Nationalliberal
- Schulze, Benno, Kreisrichter,
 WK Breslau 1, Nationalliberal
- Schulze-Delitzsch, Hermann, Anwalt,
 WK Wiesbaden 2 (Wiesbaden, Rheingau), Fortschrittspartei
- Schwarze, Friedrich Oskar, Dr. jur., Generalstaatsanwalt Sachsen,
 WK Sachsen 4 (Dresden rechts der Elbe), Deutsche Reichspartei
- Schwarz, Ludwig, Privatier,
 WK Württemberg 9 (Balingen), Fortschrittspartei
- Scipio, Ferdinand, Gutsbesitzer,
 WK Baden 11 (Mannheim), Nationalliberal
- Senestrey, Karl, Bezirksgerichtsrat,
 WK Oberbayern 8 (Traunstein), Zentrum
- Seydewitz, Otto Theodor von, Rittergutbesitzer,
 WK Liegnitz 10 (Rothenburg-Hoyerswerda), Konservativ
- Siegfried, Alfred, Gutsbesitzer,
 WK Königsberg 4 (Fischhausen), Nationalliberal
- Siemens, Georg, Direktor Deutsche Bank,
 WK Merseburg 2 (Schweinitz, Wittenberg), Nationalliberal
- Simonis, Jacob Ignatius, Superior Kloster Niederbronn,
 WK Elsaß-Lothringen 5 (Rappoltsweiler), Elsaß-Lothringer
- Simson, Eduard von, Dr. jur., Appellationsgerichtspräsident a. D.,
 WK Frankfurt 4 (Frankfurt a. d. O.-Lebus), Nationalliberal
- Soden, Max Freiherr von, Gutsbesitzer,
 WK Oberbayern 5 (Wasserburg), Zentrum
- Soehnlin, Jean Baptiste, Stadtpfarrer,
 WK Elsaß-Lothringen 3 (Colmar), Elsaß-Lothringer
- Sombart, Anton Ludwig, Rittergutsbesitzer und Landschaftsdirektor Provinz Sachsen,
 WK Merseburg 5 (Mansfelder Kreis), Nationalliberal
- Sommer, Friedrich, Dr., Rechtsanwalt,
 WK Sachsen-Weimar 2, Nationalliberal
- Sonnemann, Leopold, Kaufmann und Zeitungsbesitzer,
 WK Frankfurt am Main, Deutsche Volkspartei
- Spaeth, Theodor, Bezirksamtmann,
 WK Pfalz 3 (Bergzabern, Germersheim), Nationalliberal
- Spielberg, Wilhelm, Landwirt und Zuckerfabrikbesitzer,
 WK Merseburg 4 (Halle), Fortschrittspartei
- Schenk von Stauffenberg, Franz August Freiherr von, Gutsbesitzer,
 WK Oberbayern 1 (München), Nationalliberal
- Stenglein, Melchior, Rechtsanwalt München,
 WK Oberfranken 2 (Bayreuth), Nationalliberal
- Stephani, Eduard, Dr. jur., Vizebürgermeister Leipzig,
 WK Sachsen 12 (Leipzig), Nationalliberal
- Stolberg-Stolberg, Alfred Graf zu, Rittergutsbesitzer,
 WK Koblenz 2 (Neuwied), Zentrum
- Stolberg-Stolberg, Friedrich Graf zu, Herrschaftsbesitzer,
 WK Oppeln 10 (Neustadt), Zentrum
- Stolberg-Stolberg, Johann Peter Cajus Graf zu, Majoratsherr
 WK Trier 1 (Daun, Prüm, Bitburg), Zentrum
- Stolberg-Wernigerode, Otto Graf von, Oberpräsident Hannover,
 WK Hannover 5 (Melle-Diepholz), Deutsche Reichspartei
- Strecker, Eduard, Kreisgerichtsrat Worbis,
 WK Erfurt 2 (Heiligenstadt, Worbis), Zentrum
- Struckmann, Gustav, Obergerichtsanwalt Osnabrück,
 WK Hannover 4 (Osnabrück, Iburg), Nationalliberal
- Struckmann, Johannes, Obertribunalrat,
 WK Hannover 5 (Melle, Diepholz), Nationalliberal
- Stumm, Carl Ferdinand, Hüttenbesitzer,
 WK Trier 6 (Ottweiler-St. Wendel-Meisenheim), Deutsche Reichspartei

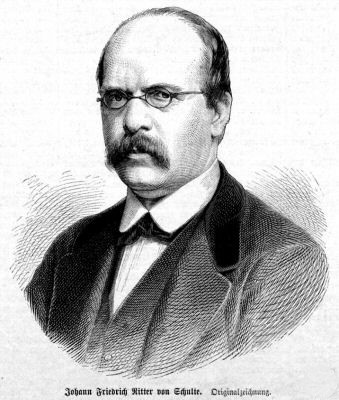
Johann Friedrich von Schulte
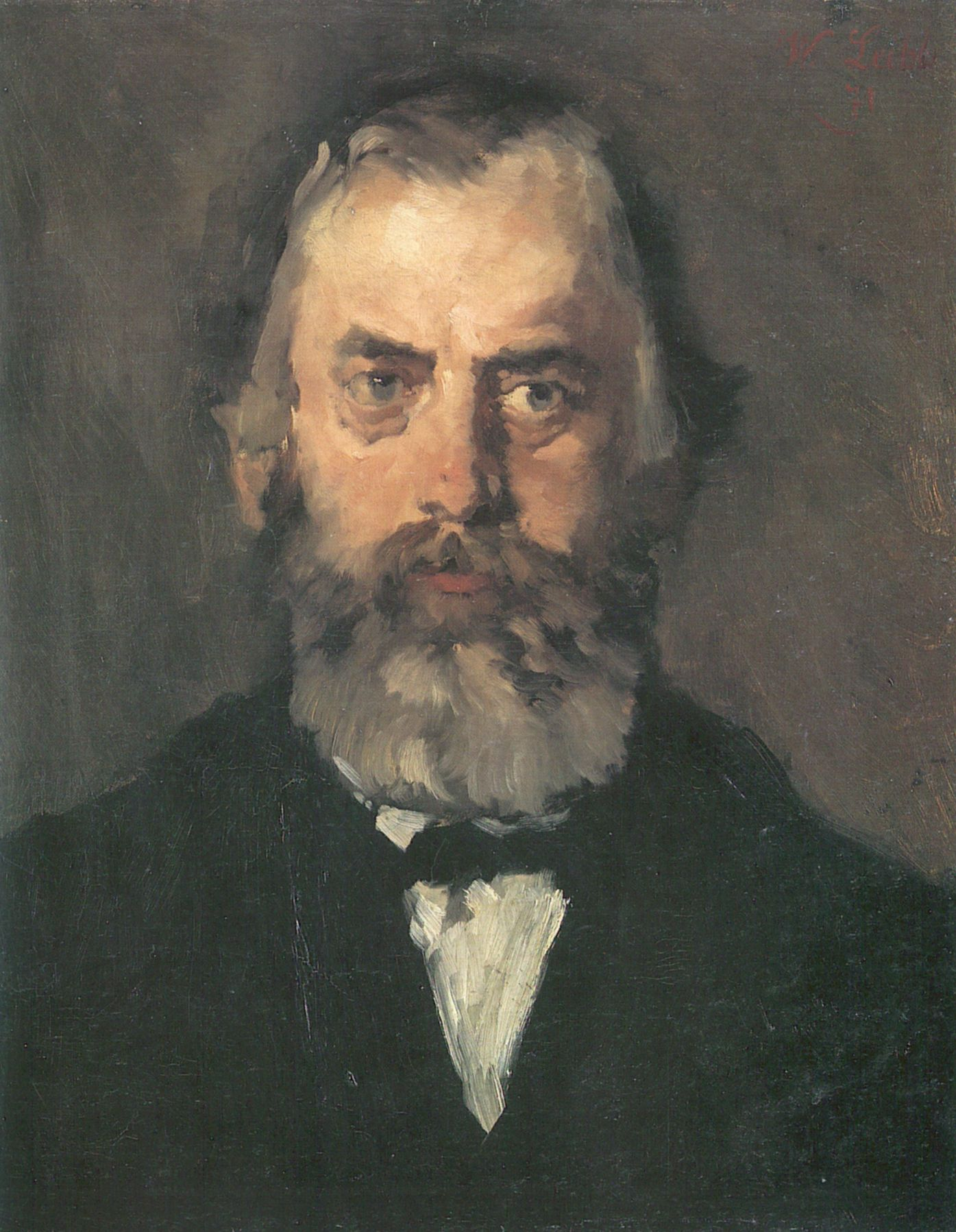
Melchior Stenglein
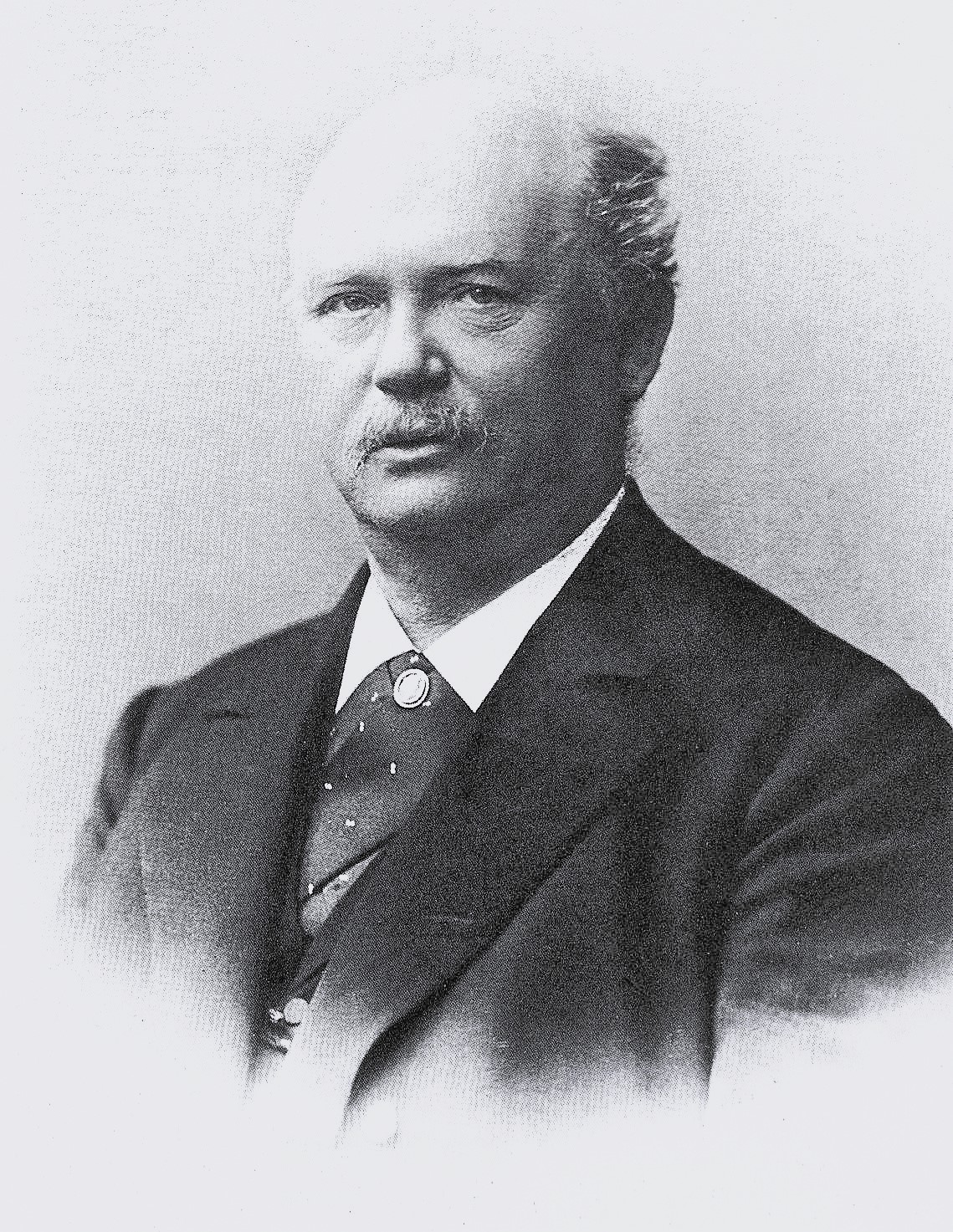
Georg von Siemens

## T

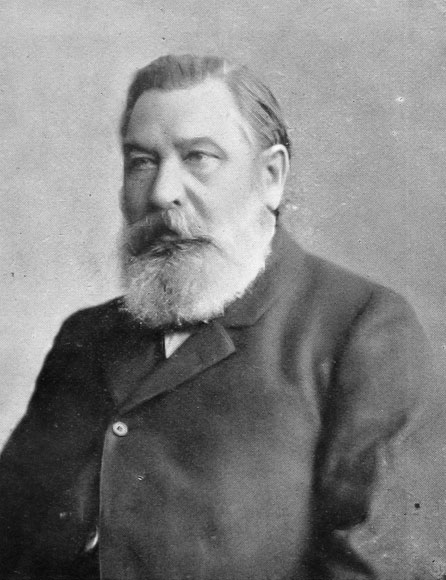
Heinrich von Treitschke
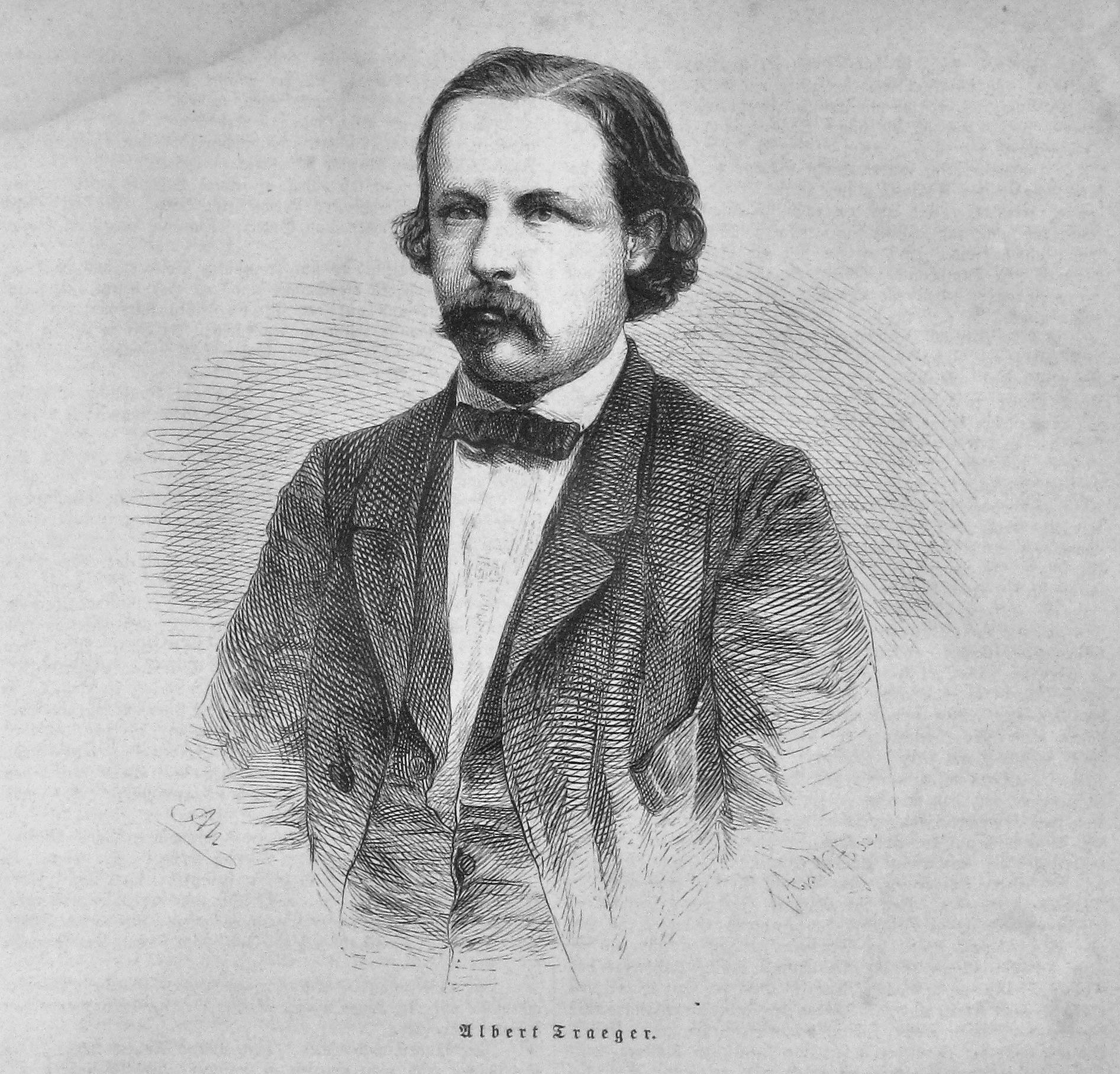
Albert Traeger

- Taczanowski, Wladislaw von, Rittergutsbesitzer,
 WK Posen 8 (Wreschen-Pleschen), Polnische Fraktion
- Techow, Friedrich, Dr. phil., Gymnasialdirektor a. D.,
 WK Düsseldorf 1 (Lennep-Mettmann), Nationalliberal
- Tellkampf, Johann Louis, Dr. jur., Professor Breslau,
 WK Liegnitz 8 (Schönau-Hirschberg), Nationalliberal
- Teutsch, Eduard, Gutsbesitzer,
 WK Elsaß-Lothringen 11 (Zabern), Französische Protestpartei
- Thiel, Hugo, Professor, Generalsekretär im Preußischen Landesökonomiekollegium,
 WK Magdeburg 2, Nationalliberal
- Thiel, Rudolf, Rechtsanwalt Bautzen,
 WK Sachsen 3 (Bautzen), Nationalliberal
- Thilenius, Georg, Dr. med., Arzt in Soden,
 WK Wiesbaden 5 (Dillenburg), Nationalliberal
- Thilo, Carl Gustav, Kreisgerichtsdirektor,
 WK Merseburg 3 (Delitzsch, Bitterfeld), Deutsche Reichspartei
- Thimus, Albert Freiherr von, Appellationsgerichtsrat Köln,
 WK Düsseldorf 12 (Neuß-Grevenbroich), Zentrum
- Traeger, Albert, Rechtsanwalt,
 WK Reuß jüngere Linie, Fortschrittspartei
- Treitschke, Heinrich von, Dr. phil., Professor Heidelberg,
 WK Koblenz 4 (Kreuznach-Simmern), Nationalliberal
- Triller, Johann Michael, Pfarrer,
 WK Oberpfalz 3 (Neumarkt), Zentrum
- Tritscheller, Paul, Fabrikbesitzer,
 WK Badem 5 (Freiburg, Emmendingen, Waldkirch), Nationalliberal

## U

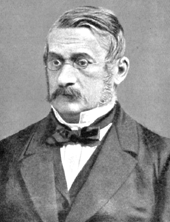
Hans Victor von Unruh

- Uhden, Otto, Oberamtmann und Rittergutbesitzer,
 WK Frankfurt 6 (Crossen-Züllichau), Konservativ
- Ulrich, Theodor Ferdinand, Oberbergrat,
 WK Düsseldorf 8 (Cleve-Geldern), Zentrum
- Unruh, Hans Victor von, Baurat a. D.,
 WK Magdeburg 4 (Magdeburg), Nationalliberal
- Unruh-Bomst, Hans Wilhelm Freiherr von, Landrat und Rittergutbesitzer,
 WK Posen 3, Deutsche Reichspartei

## V

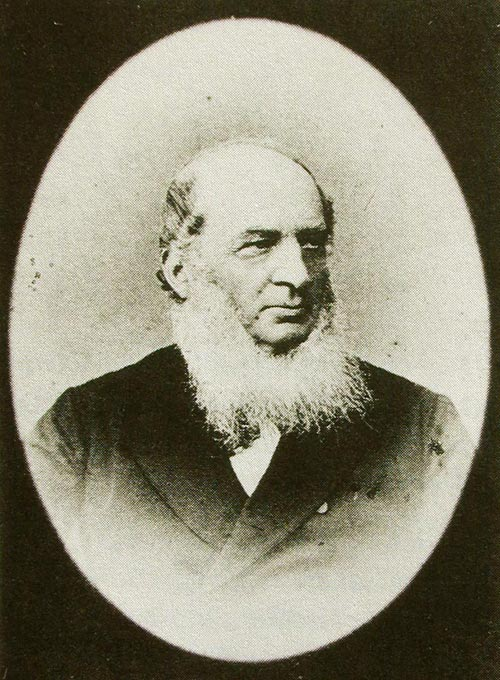
Karl von Varnbüler

- Vahl, Hermann von, Rechtsanwalt,
 WK Stralsund 2 (Greifswald, Grimmen), Nationalliberal
- Vahlteich, Julius, Redakteur Chemnitz,
 WK Sachsen 15 (Mittweida, Frankenberg), Sozialdemokratische Arbeiterpartei
- Valentin, Hermann Friedrich, Justizrat,
 WK Schwarzburg-Sondershausen, Nationalliberal
- Varnbüler, Karl Freiherr von, Staatsminister Württemberg a. D.,
 WK Württemberg 2, Deutsche Reichspartei
- Völk, Joseph, Dr. jur., Rechtsanwalt,
 WK Schwaben 6 (Immenstadt), Nationalliberal

## W

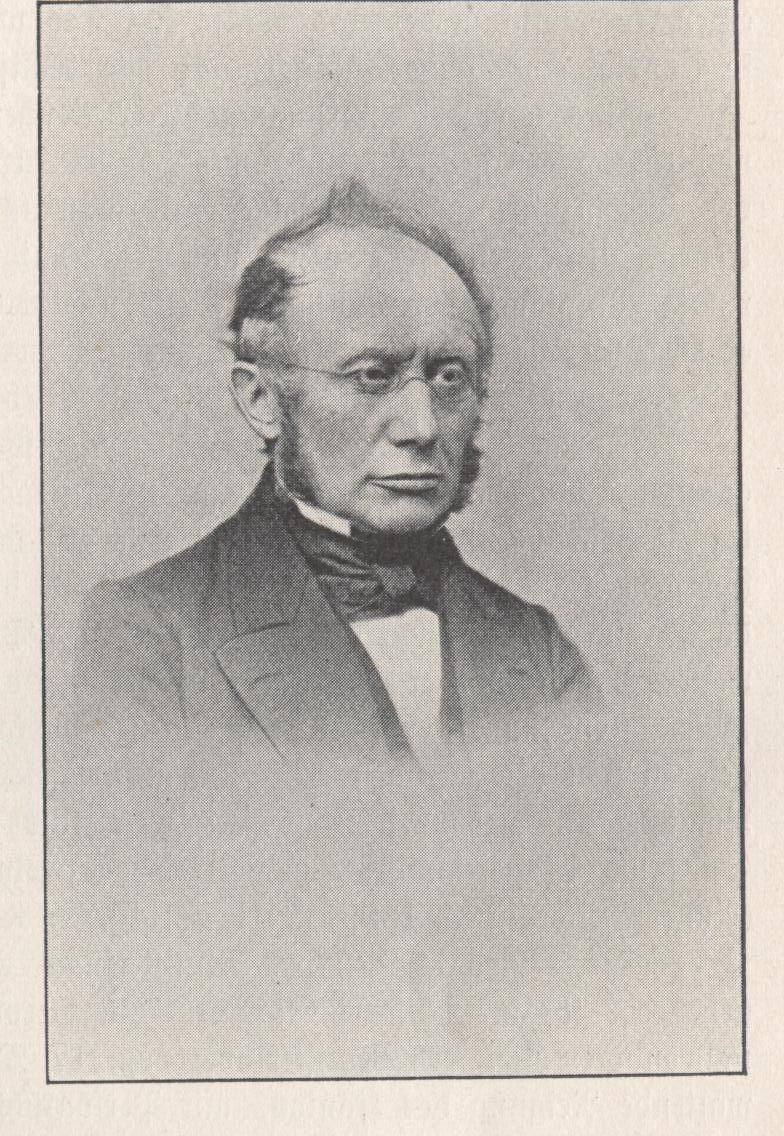
Ludwig Windthorst
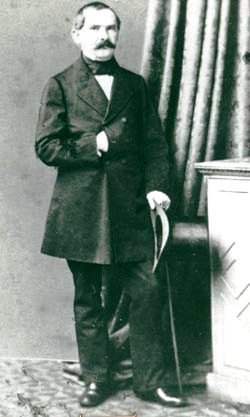
Leopold von Winter
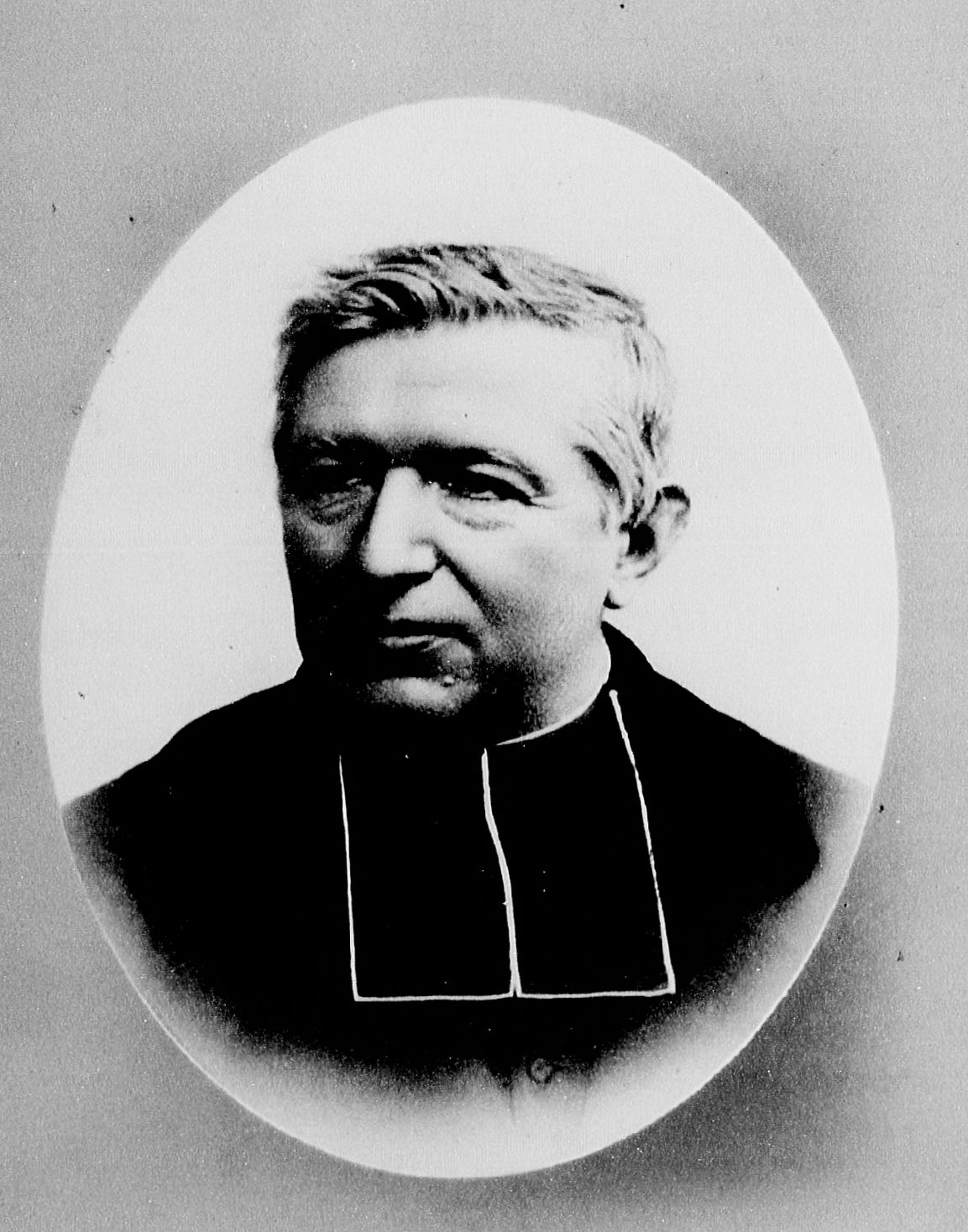
Londolin Winterer
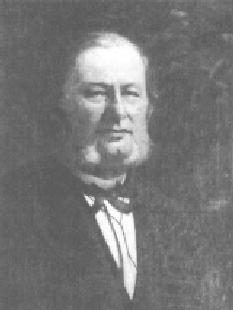
Isaac Wolfson
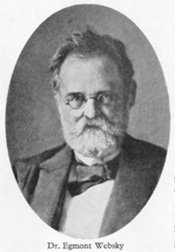
Egmont Websky

- Wachs, Hans Heinrich, Dr. med., Gutsbesitzer,
 WK Schleswig-Holstein 4 (Tondern, Husum, Tönning), Nationalliberal
- Wagner, Gustav Richard, Dr. jur., Vizepräsident Appellgericht Altenburg,
 WK Sachsen-Altenburg, Nationalliberal
- Waldow und Reitzenstein, Carl von, Rittergutsbesitzer,
 WK Frankfurt 5 (Sternberg), Konservativ
- Waldburg-Zeil-Trauchburg, Constantin Graf von, Privatier
 WK Württemberg 17 (Ravensburg, Riedlingen), Zentrum
- Wallichs, Christian Adolf, Dr. phil., Oberlehrer,
 WK Schleswig-Holstein 3 (Schleswig), Nationalliberal
- Weber, Franz, Obertribunalrat Stuttgart,
 WK Württemberg 11 (Bachnang-Hall-Öhringen-Weinsberg), Nationalliberal
- Weber, Max, Dr. jur., Stadtrat Berlin,
 WK Sachsen-Coburg-Gotha 1, Nationalliberal
- Websky, Egmont, Dr. phil, Fabrikbesitzer,
 WK Breslau 11 (Reichenbach, Neurode), Nationalliberal
- Wehr, Oskar, Rittergutsbesitzer,
 WK Bromberg 3 (Bromberg), Nationalliberal
- Wehrenpfennig, Wilhelm, Dr. phil., Direktor literarisches Büro im Staatsministerium zur Disposition,
 WK Kassel 3 (Fritzlar-Homberg-Ziegenhain), Nationalliberal
- Weigel, Hermann, Dr. jur., Vizebürgermeister Kassel,
 WK Kassel 8 (Hanau), Nationalliberal
- Weiß, Rudolf Joseph Jakob, Pfarrer,
 WK Schwaben 3 (Dillingen, Günzburg), Zentrum
- Welcker, Hermann, Obersteuerrat Darmstadt,
 WK Hessen 4 (Darmstadt, Großgerau), Nationalliberal
- Wendt, Carl Hubert Freiherr von, Rittergutsbesitzer,
 WK Minden 5 (Warburg, Höxter), Zentrum
- Westermayer, Anton, Stadtpfarrer,
 WK Oberbayern 2 (München), Zentrum
- Wiggers, Moritz, Privatmann,
 WK Mecklenburg-Schwerin 3 (Parchim-Ludwigslust), Fortschrittspartei
- Windthorst, Ludwig, Staatsminister a. D.,
 WK Hannover 3 (Meppen-Lingen-Bentheim), Zentrum
- Winkelhofer, Benedikt, Gutsbesitzer,
 WK Niederbayern 4 (Pfarrkirchen), Zentrum
- Winter, Leopold von, Oberbürgermeister Danzig,
 WK Marienwerder 1 (Marienwerder), Nationalliberal
- Winterer, Landolin, Pfarrer,
 WK Elsaß-Lothringen 1 (Altkirch und Thann), Elsaß-Lothringer
- Woedtke, Carl von, Rittergutsbesitzer,
 WK Stettin 7 (Greifenberg-Cammin), Konservativ
- Wölfel, Johannes Moritz, Rechtsanwalt,
 WK Merseburg 7 (Querfurt-Merseburg), Nationalliberal,
- Wolffson, Isaac, Dr. jur., Advokat Hamburg,
 WK Hamburg 3, Nationalliberal
- Wulfshein, Emanuel, Geheimer Oberregierungsrat a. D.
 WK Potsdam 7 (Potsdam, Osthavelland), Nationalliberal

## Z

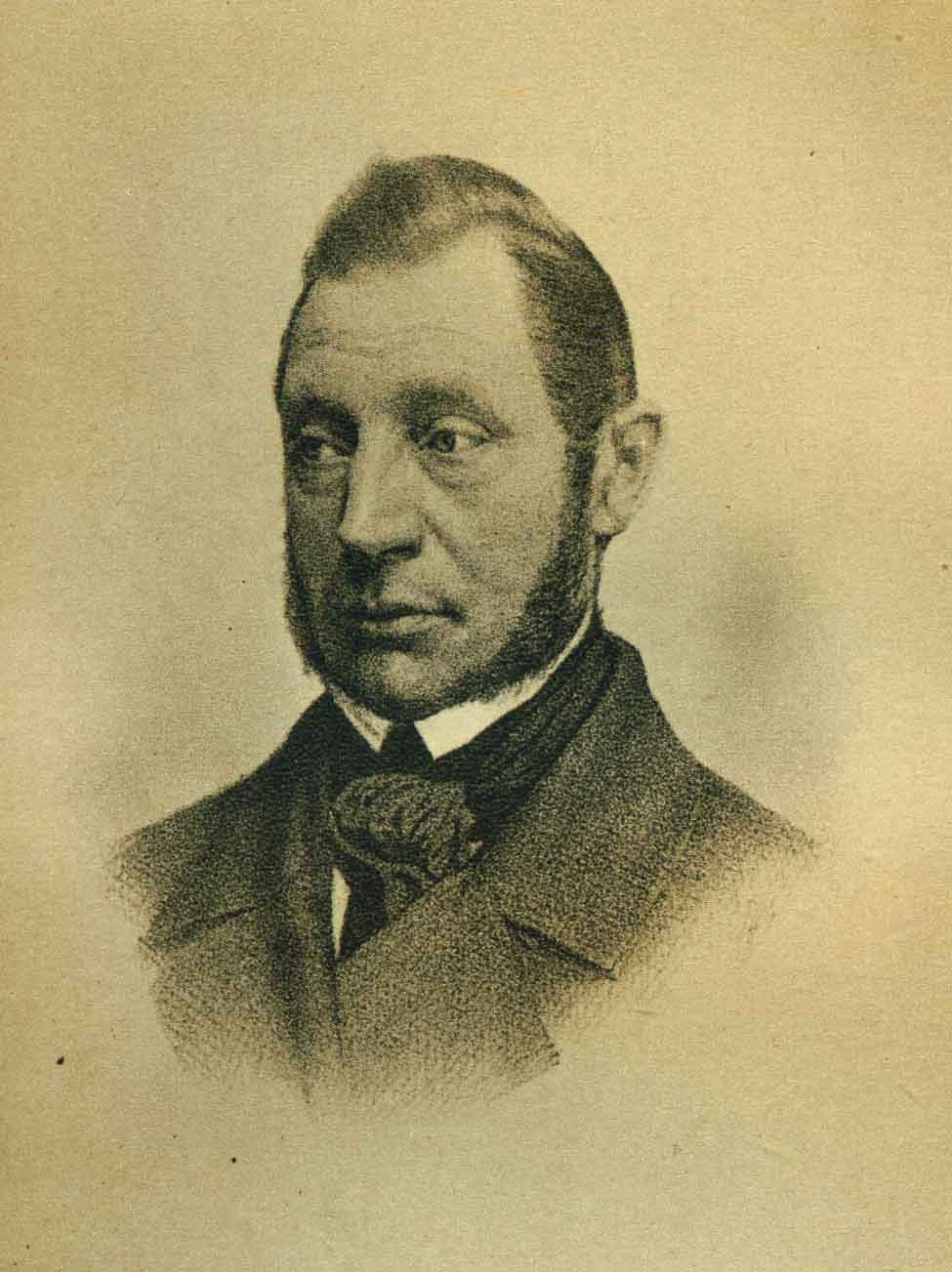
Franz Ziegler

- Ziegler, Franz, Oberbürgermeister a. D.,
 WK Breslau 7 (Breslau), Fortschrittspartei
- Zietkiewicz, Ludwig, Pfarrer,
 WK Posen 2 (Birnbaum, Samter, Obornik), Polnische Fraktion
- Zimmermann, Eduard, Dr., Rechtsanwalt,
 WK Frankfurt 10 (Calau, Luckau), Fortschrittspartei
- Zinn, August, Dr. med., Direktor Provinzial-Irrenanstalt Neustadt-Eberswalde,
 WK Pfalz 6 (Kaiserslautern, Kirchheimbolanden), Fortschrittspartei
- Zoltowski, Joseph, Dr. jur., Rittergutbesitzer,
 WK Posen 4, Polnische Fraktion
- Zu Rhein, Ludwig Freiherr von, Gutsbesitzer,
 WK Unterfranken 6 (Würzburg), Zentrum